# AK-74
AK74あるいはAK-74（ロシア語: 5,45-мм автомат Калашникова образца 1974 года, ロシア語ラテン翻字: 5.45mm avtomat Kalashnikova obraztsa 1974 goda、「5.45mmカラシニコフ自動小銃1974年式」の意）とは、1974年にソビエト連邦軍が従来のAKMの後継として採用した自動小銃である。
ソビエト連邦軍における制式名称は「5,45-мм автомат Калашникова АК74」（ロシア語ラテン翻字: 5.45mm avtomat Kalashnikova AK74、「5.45mmカラシニコフ自動小銃 AK74」の意）(GRAU：6P20)であり、制式略称は「АК74」（ロシア語ラテン翻字: AK74）である。「АК-74」（ロシア語ラテン翻字: AK-74）という名称は、イジェフスク機械製作工場およびその後身であるイズマッシュ社（現：カラシニコフ・コンツェルン）内で使用していた名称である。
本稿では、その派生型についても記述する。

## 概要
AK74は1974年にソビエト連邦軍が採用したアサルトライフルで、従来のAKMに替わるものである。内部構造はAKMを踏襲し、口径を5.45 mm（使用弾薬5.45x39mm弾）に小口径化している。

### 小口径弾薬の導入
ベトナム戦争で、北ベトナム軍および南ベトナム解放民族戦線などは大口径のAK系列を使用したのに対し、アメリカ軍などは小口径のM16系列を1964年から投入した。AK系列の7.62x39mm弾は接近戦では高いストッピング・パワーを持つものの、連発時の反動が強いために着弾点が安定しにくいというデメリットがあった。また装薬量のわりに弾丸質量が大きいため弾道が安定せず、山なりの軌跡になりやすいという欠点も有していた。これに対しコルトM16の5.56x45mm弾は口径が小さく弾頭が軽量であるため連発時の反動が比較的小さく、さらに弾丸の質量に対して十分な装薬量があり弾道の直進性に優れ、命中精度も安定している。弾丸の径が小さく初速が速いという特徴は、中近距離ではボディアーマーや人体などを貫通しやすくなる利点をもたらす。さらにフルオート機能を有する自動小銃は多量の弾薬を消費するため、小口径化により携行、輸送できる弾薬量の増加（弾数が同じなら軽量化・射手や兵站への負担軽減）の観点からも有利となる。
これらの小口径弾の利点が世界的に波及しており、アメリカの小口径化につづきソビエト連邦も5.45x39mm弾を採用したが、貫通力があまりに高すぎると、人体などのソフトターゲットに銃弾が当たっても弾丸は運動エネルギーをほとんど失わず貫通してしまい、殺傷力はかえって下がってしまう。そこで、5.45x39mmの弾頭の内部に空洞を作り、ソフトターゲット命中時に弾頭の横転を引き起こす構造を採った。横転した弾頭はソフトターゲット内で回転運動を伴いながら進み、その運動エネルギーを人体への殺傷力に十分に変換する事ができる。
人体に当たった場合、射入口は小さいが射出口の径が実際の口径と比して大きく、筋肉血管を含む周辺組織に広い体積で損傷を与えるため（とくに衛生環境の悪い前線や医療インフラの貧弱な途上国では）治療が難しく、1978年-1989年のアフガニスタン紛争に投入されたAK74と5.45x39mm弾はアフガニスタン武装勢力から恐れられた。この技術は西側にも影響を与え、現行の5.56x45mm NATO弾（SS109、M855）では、同様の構造が採用されている。
なお、AK74を設計したミハイル・カラシニコフ自身は、後年インタビューで「ベトナム戦争時にアメリカがM16を使い始めたために、ソ連軍の上層部が遅れをとってはならないと息巻き、その結果これまでと比較にならないほど大量の銃弾が戦闘につぎ込まれるようになった。7.62 mm口径の銃にはまだまだ改良の余地があったのに残念」と答えるなど、小銃弾の小口径化について批判的であった。

### 開発
1964年から1965年にかけて、イジェフスク機械製作工場は"NV10-259-65"「1943年式弾（7.62x39mm弾）薬莢と同等サイズの薬莢を使用する口径5.6 mm低威力弾薬用自動小銃の開発」という作業計画を開始する。イジェフスク機械製作工場のミハイル・カラシニコフを中心とした設計チームは、AKMをベースに、口径5.6 mmの13MZhV鋼芯弾および15AMZhV曳光弾を使用する試作モデル6P1-13Vの開発に着手した。
1967年1月21日付「ソビエト連邦共産党中央委員会およびソビエト連邦閣僚会議布告第79-30号」並びに1967年2月19日付「ソビエト連邦国防大臣命令第82ss号」に基づき、1967年より新型自動小銃のトライアルが計画され、イジェフスク、トゥーラ、コヴロフ、ポドリスクの各工場が設計・競作を行うこととなった。
1968年、ミハイル・カラシニコフらは試作自動小銃A3（ロシア語: 5,45 мм автомат А3、「5.45mm自動小銃A3」の意）を完成させ、試作トライアルに参加。10機種の試作ライフルの中から、現用ライフルのAKMを新型弾薬に対応させたA3自動小銃が運用も生産も効率的とされた。
1974年、A3自動小銃とその派生型が、1974年1月18日付「ソビエト連邦共産党中央委員会およびソビエト連邦閣僚会議布告第54-29号」並びに1974年3月18日付「ソビエト連邦国防大臣命令第049号」によりソビエト連邦陸海軍の制式兵器に制定され、それぞれAK74（ロシア語: 5,45-мм автомат Калашникова АК74、「5.45mmカラシニコフ自動小銃 AK74」の意）、AK74N、AKS74、AKS74Nの制式名が与えられた。 また、1974年12月にロケット・砲兵総局（GRAU）とソビエト連邦国防省の決定により、インデックス6P20 (AK74)、6P20N (AK74N)、6P21 (AKS74)、6P21N (AKS74N)等の設計文書が承認された。

### 構造
AKMからの大きな変更点は小口径化の他、銃口に装着されるマズルブレーキが大型化されたことである。AK74のマズルブレーキは発射ガスの拡張室を二つ持ち、外周の不均等な位置に計三か所の貫通穴が設けられ、前方の左右側面に大きなスリットを持つ。このマズルブレーキは反動の軽減、発射炎（マズルフラッシュ）の抑制の他、発射音を前方に拡散させる働きをもつ。このマズルデバイスを取り付ける銃側のネジは、AK・AKMでは銃身に直接加工されているのに対し、AK74ではフロントサイトブロックの一部であり、ネジのサイズも異なる。またAK・AKMに比べて、ガスピストンへの発射ガス導入部と銃身との角度が垂直に近くなっている。
AK74は、旧来のAK、AKMと外見が似通っているが使用弾薬は大きく異なるため、弾倉の互換性を持たない。そのため、夜間や視界の悪い状況であっても手触りで適合弾薬がすぐ判るように、AK74ではストックの両側面に溝が入っているという俗説がある。しかしながら、主任設計者のミハイル・カラシニコフは多くの公開インタビューで、AK74をできる限り軽量化するという必要条件があり、ストックの両側面に溝を掘ることが設計チームの目標達成に寄与したと述べている。

### 運用
ソ連製小火器の例にもれず、同盟国にも供与やライセンス生産が認められたが、アフリカや中東、アジア地域にはAK74の配備によって余剰化したAKやAKMを供与したこと、旧式のAKやAKMとは弾薬の互換性がないため従来の弾薬の在庫の廃棄や弾薬製造ラインの大幅な改修が必要であったことなどから、AK74を使用しているのは旧ソ連構成国や旧ワルシャワ条約機構諸国以外ではキューバやアンゴラ、シリア、モンゴルなど比較的少数に留まっており、従来のAK系列（AK、AKM）と比べると普及度が低い。旧共産国では改良型を含めて多数のAK74が現役である。

## バリエーション

### AK74
AK74（ロシア語: 5,45-мм автомат Калашникова АК74、「5.45mmカラシニコフ自動小銃 AK74」の意）(GRAU：6P20)は基本型で1974年に採用・製造が始まり、1991年に後継のAK74Mの製造が始まったため、1993年に軍用としての製造は終了した。
初期に生産されたものは、AKMと同様に樺合板のストックとハンドガード、ヴァラクニート（ロシア語: волокнит）と呼ばれる赤茶色の繊維強化フェノール-ホルムアルデヒド樹脂製グリップ（AKS74は樺合板製）、AG-4Sと呼ばれるオレンジ色のガラス繊維強化フェノール-ホルムアルデヒド樹脂製弾倉(GRAU：6L20)を採用していた。1970年代後半には、TsNIITOChMAShと協力してPA6S-32Sと呼ばれるガラス繊維強化ポリアミド樹脂を用いた弾倉の主要部品や、銃剣のグリップ・鞘、自動小銃の銃床・ハンドガード・フォアエンドおよびAKS74用グリップを研究開発しており、まずは30発弾倉(GRAU：6L23)とグリップ（6P4.Sb9。AKS74、AKS74U、RPK74、RPKS74に使用）から採用された。1980年代中頃から生産された後期型は、ストックやハンドガード、グリップ、弾倉が、焦茶色（プラム・カラー）に染色されたPA6-211-DSと呼ばれるガラス繊維強化ポリアミド樹脂製のものへと順次切り替わっていった。
銃剣は当初AKMと兼用する6Kh4銃剣であったが、AK74後期型が製造開始されるのとほぼ同時期に、グリップや鞘を焦茶色のガラス繊維強化ポリアミド樹脂製とし、ブレード形状等を変更した6Kh5銃剣に生産が切り替わった。

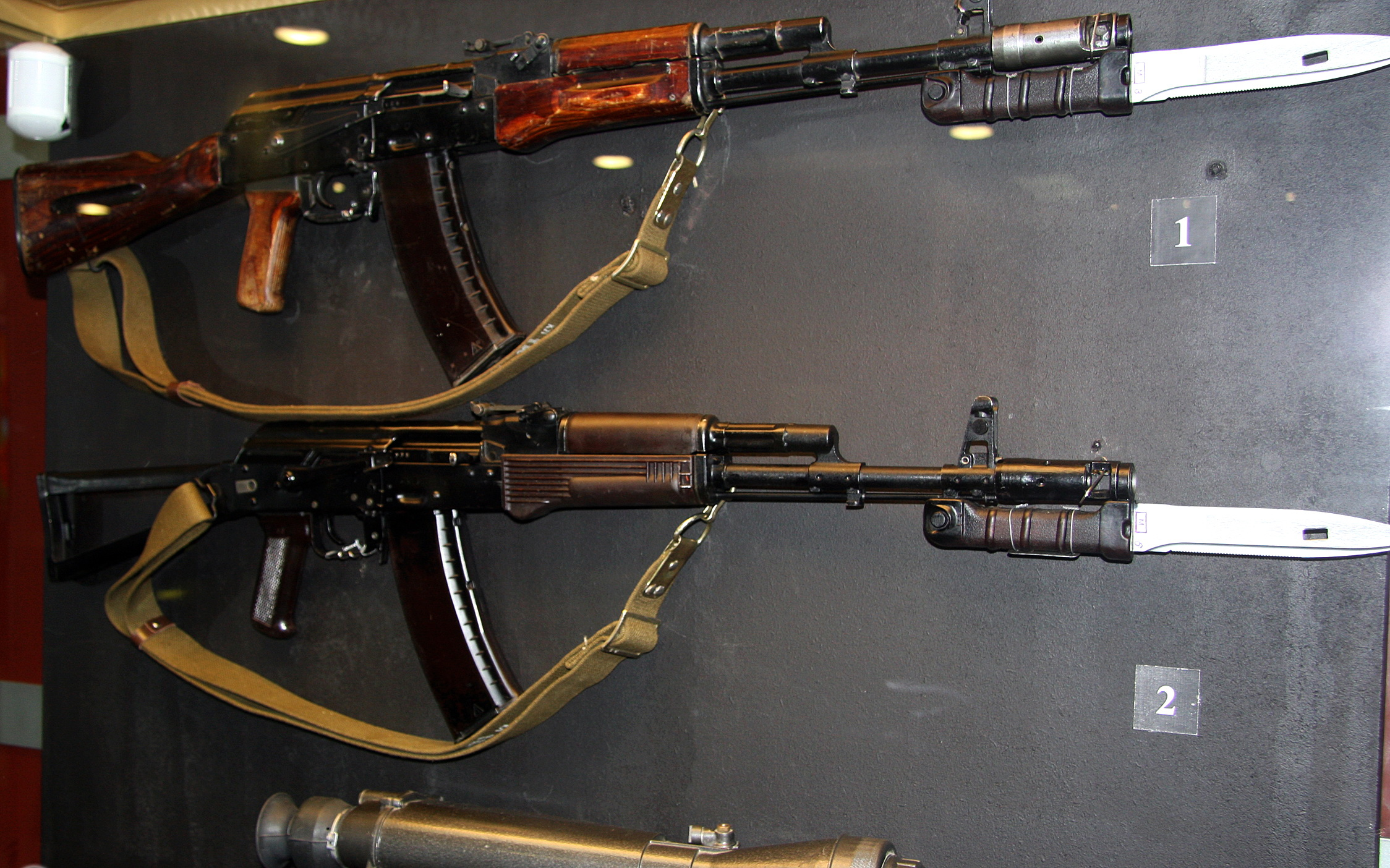
AK74前期型（上）とAKS74後期型（下） 弾倉は2挺とも6L23で、6Kh5銃剣を装着している
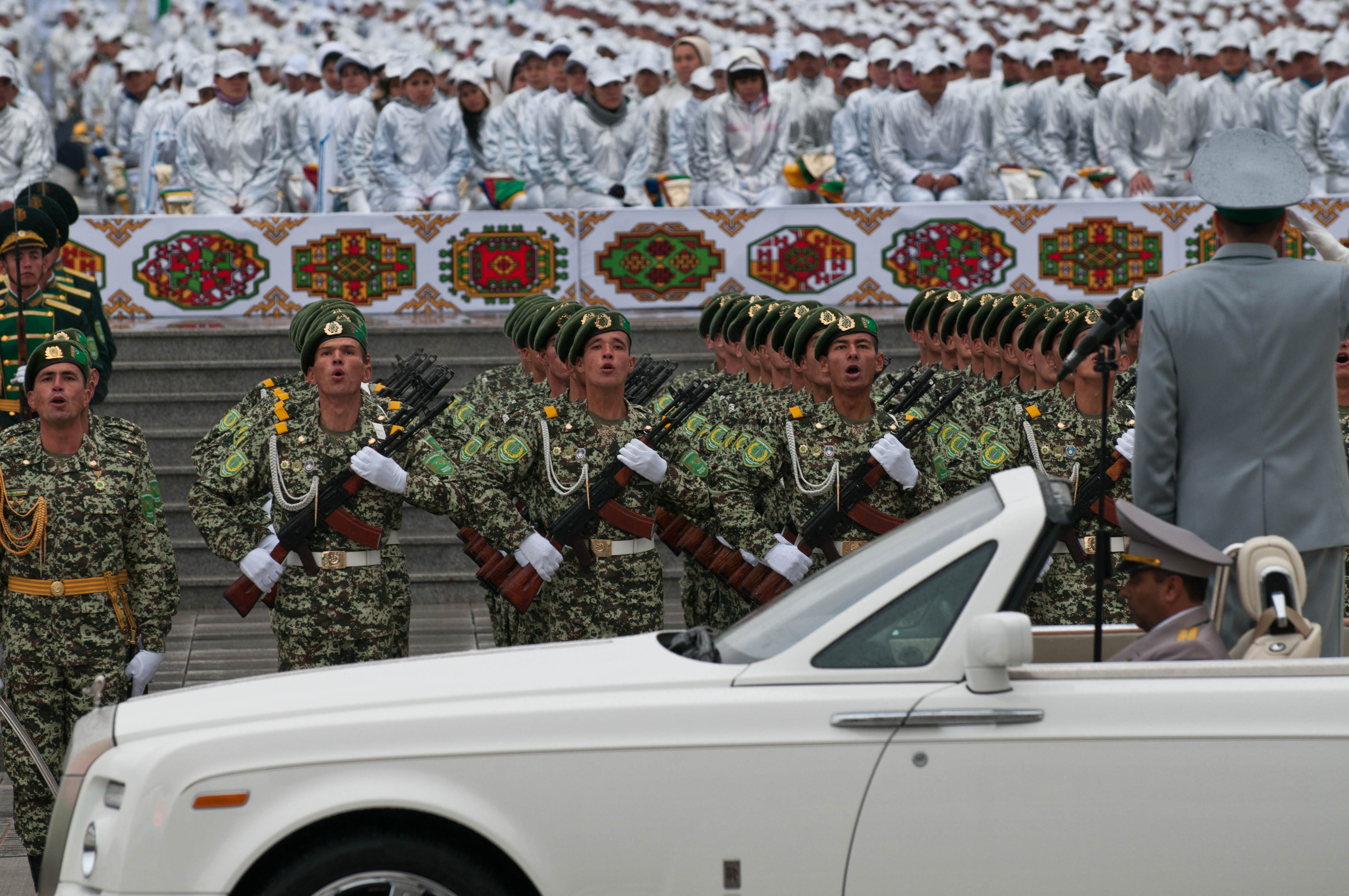
AK74前期型を手にするトルクメニスタン軍兵士
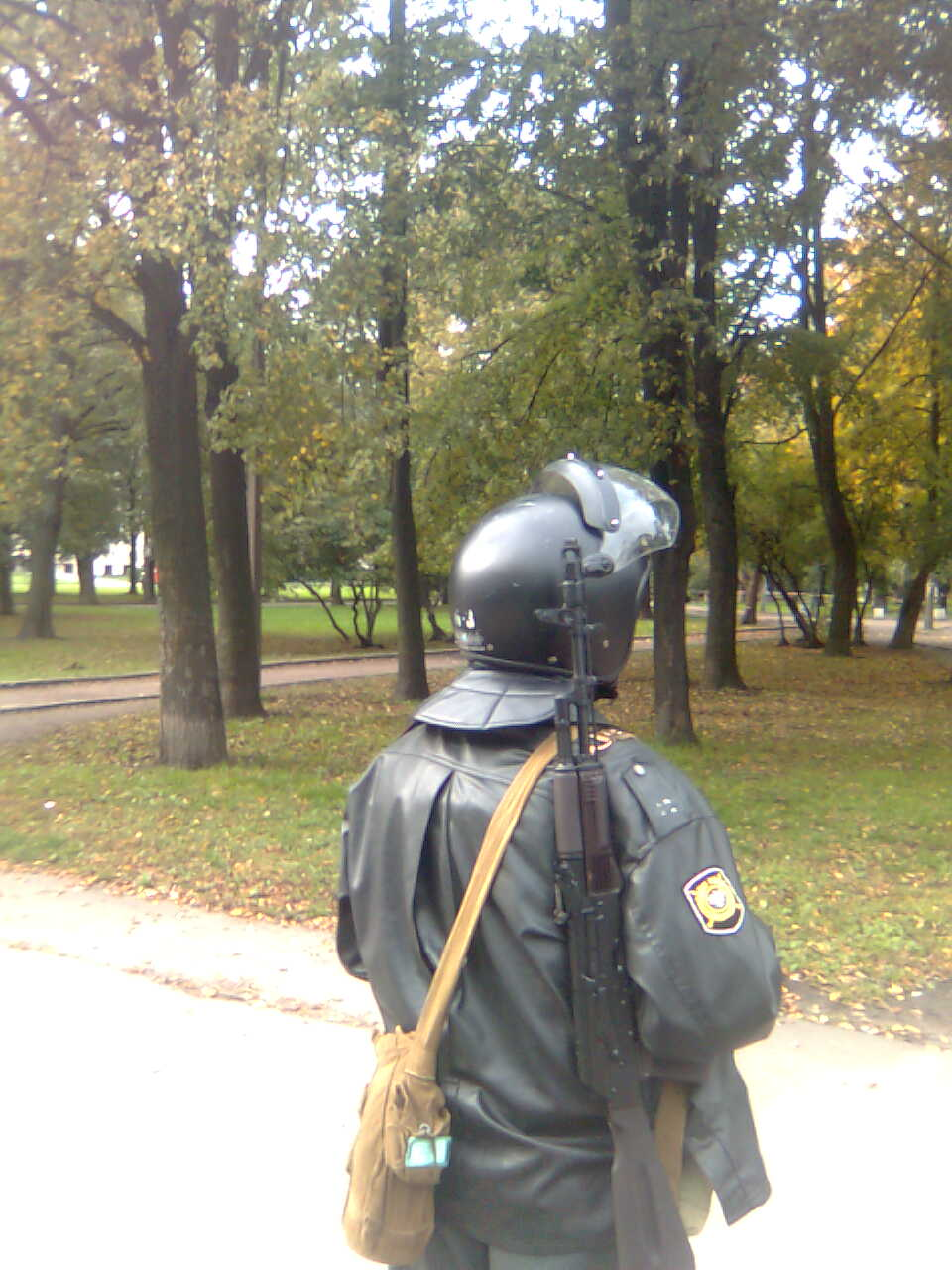
AK74後期型を装備するロシアの警察官

### AK74N
AK74N（ロシア語: 5,45-мм автомат Калашникова с ночным прицелом НСПУ АК74Н、「5.45mmカラシニコフ自動小銃夜間照準器NSPU付き AK74N」の意）(GRAU：6P20N)は、AK74のレシーバー左側面に夜間照準器装着用のレール（ドブテイルマウント）を備え、NSPUを取り付けた仕様。夜間照準器装着用のレールのみを備えた状態はAK74N1(GRAU：6P20N1)、NSPUMを取り付けた状態はAK74N2(GRAU：6P20N2)、NSPU-3を取り付けた状態はAK74N3(GRAU：6P20N3)と呼ばれる。なお、1991年発行のNSPU-3のマニュアルでは、NSPU-3を取り付けたモデルをAK74Nと記載していたが、2001年発行の5.45mmカラシニコフ銃のマニュアルでは既に前記の様に変更されている。

### AKS74

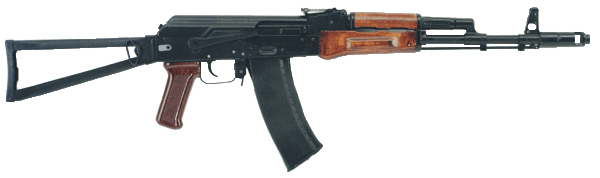
AKS74前期型

AKS74（ロシア語: 5,45-мм автомат Калашникова со складывающимся прикладом АКС74、「5.45mmカラシニコフ自動小銃折り畳み式銃床付き AKS74」の意）(GRAU：6P21)は、銃床を折り畳めるようにし、携行を容易にしたもの。それまでのAKSあるいはAKMSの銃床はナチス・ドイツのMP38/MP40と同様に下方へ折り畳む方式だったが、AKS74では射手から見て左に折り畳む方式に変更されている。 そのため、従来のAKS・AKMSでは構造上操作がしにくかった銃床を折り畳んだ状態で銃側面のセレクターレバーを操作することが容易になった。折り畳まれた銃床は、銃の左側面前方にあるフック状の金具で固定される。
銃床部のスリングスイベルが射手から見て右側に位置し、銃床を折り畳む際は左側に位置するようになり、携行時の利便性が向上している。
ソ連製のものはAK74に準じて、生産時期によりハンドガードの素材やプラスチック部品の成型色などが異なっている。
また、アフガニスタン派遣兵などの中には、スケルトンストックであることを利用し、空洞部に応急キットを入れ、止血帯を巻きつけて固定するという現地改造をしている写真もいくつか見られる。戦場での出血は生命に関わることが多いが故のカスタマイズであると考えられるが、ゴムの止血帯を何重にも巻くことで頬当ての代わりにもなる副次効果も得られる。
2001年12月22日に発生した九州南西海域工作船事件で、北朝鮮の工作船の乗組員が海上保安庁の巡視船への射撃に用いた銃は88式自動歩銃2型（北朝鮮製AKS74）である。

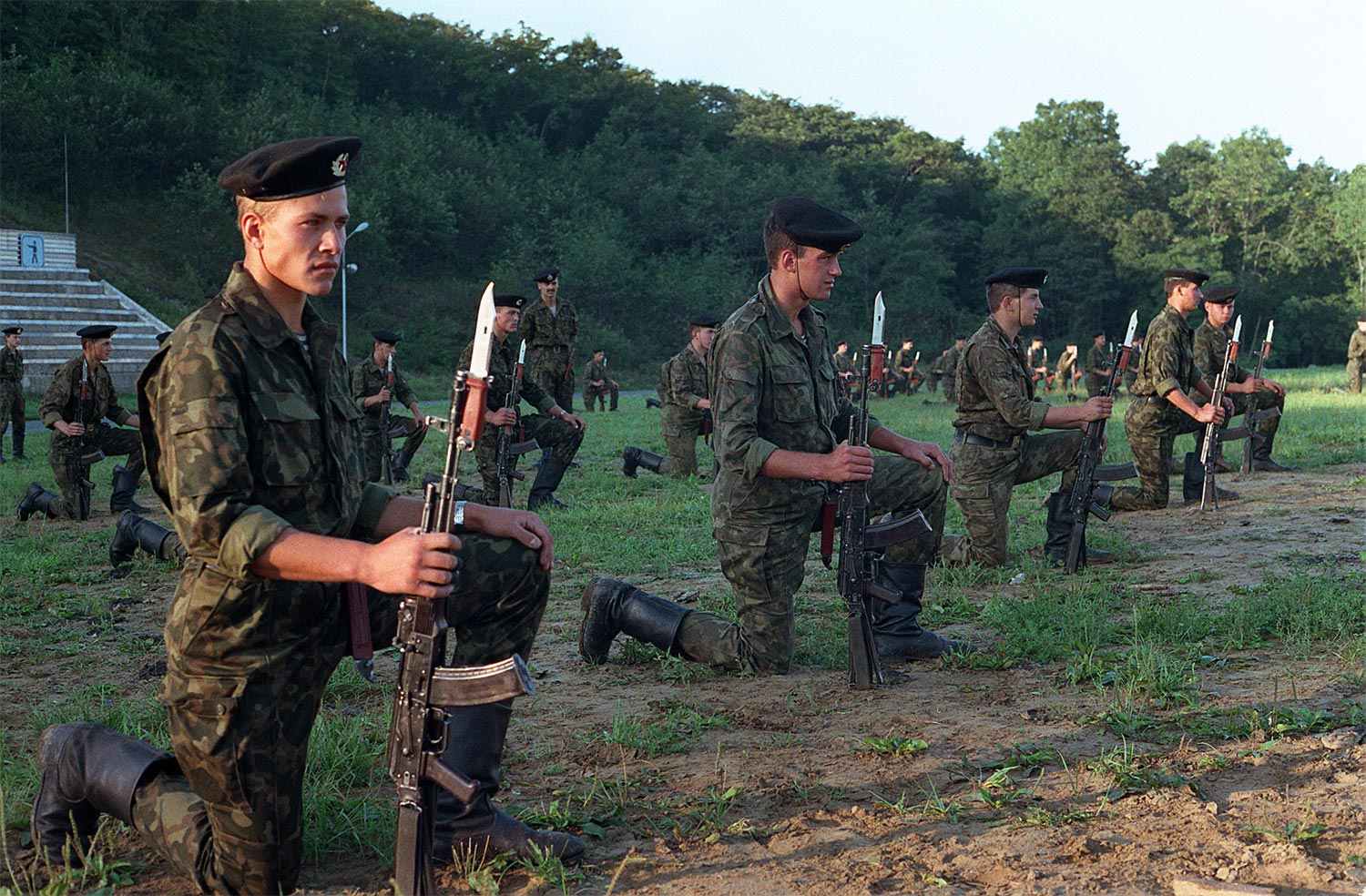
AKS74後期型を使用するソ連海軍歩兵（1990年） 6Kh4銃剣を装着している
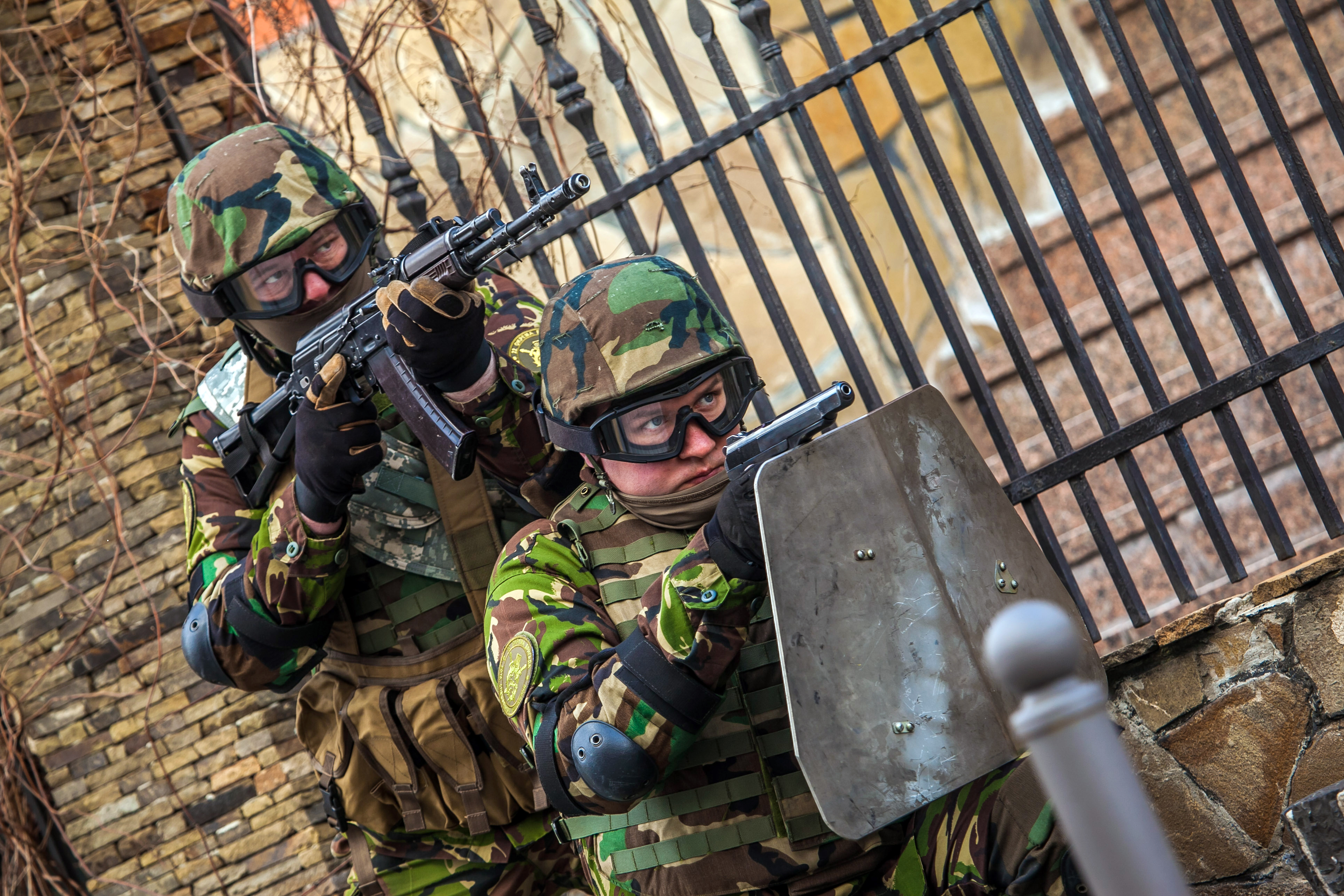
AKS74後期型を使用するウクライナ国家親衛隊の兵士(2016年)
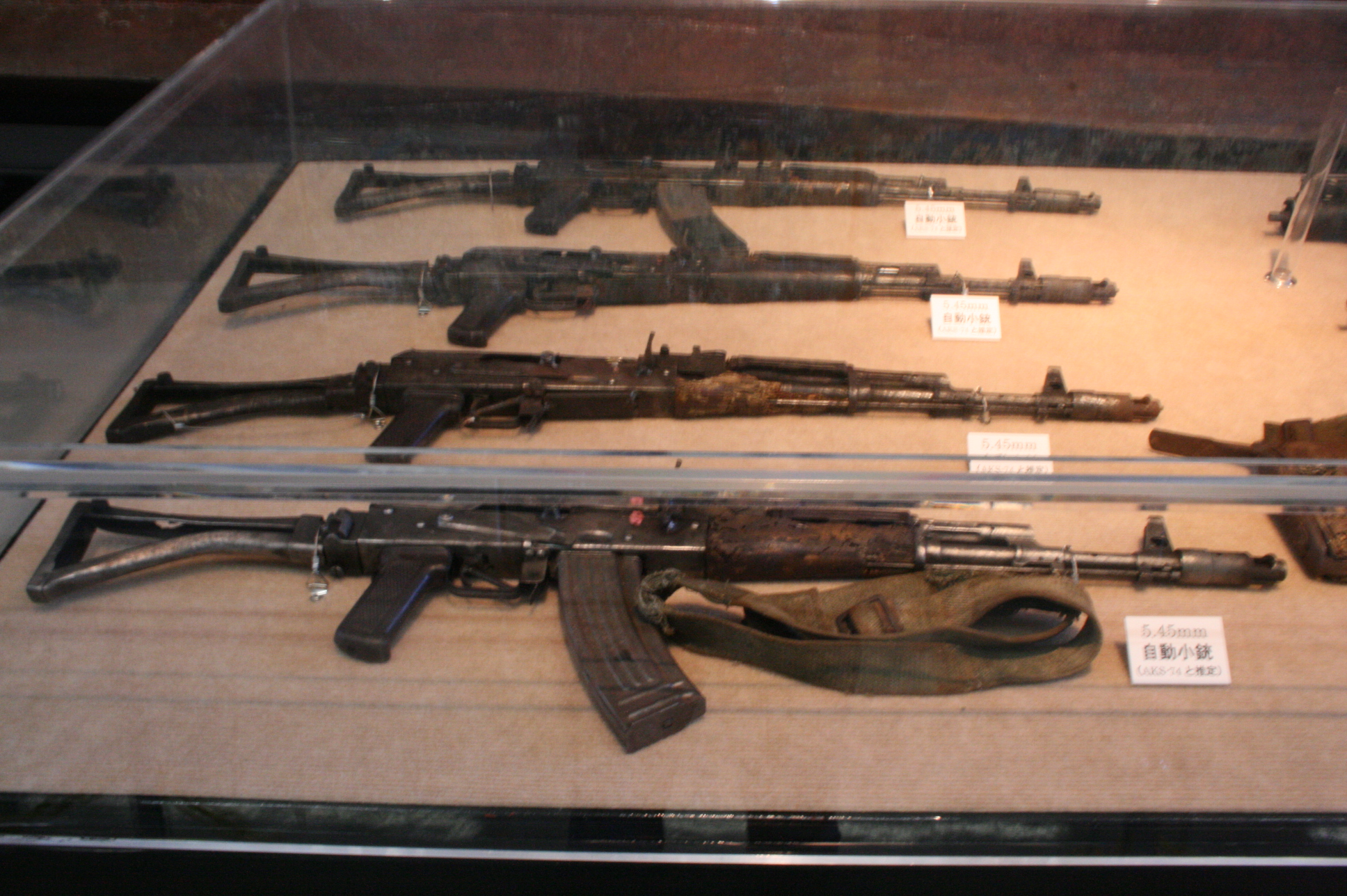
九州南西海域工作船事件で使用された88式自動歩銃2型（北朝鮮製AKS74）

### AKS74N
AKS74N（ロシア語: 5,45-мм автомат Калашникова со складывающимся прикладом и ночным прицелом НСПУ АКС74Н、「5.45mmカラシニコフ自動小銃折り畳み式銃床および夜間照準器NSPU付き AKS74N」の意）(GRAU：6P21N)は、AKS74のレシーバー左側面に夜間照準器装着用のレール（ドブテイルマウント）を備え、NSPUを取り付けた仕様。夜間照準器装着用のレールのみを備えた状態はAKS74N1(GRAU：6P21N1)、NSPUMを取り付けた状態はAKS74N2(GRAU：6P21N2)、NSPU-3を取り付けた状態はAKS74N3(GRAU：6P21N3)と呼ばれる。なお、1991年発行のNSPU-3のマニュアルでは、NSPU-3を取り付けたモデルをAKS74Nと記載していたが、2001年発行の5.45mmカラシニコフ銃のマニュアルでは既に前記の様に変更されている。

### AKS74U

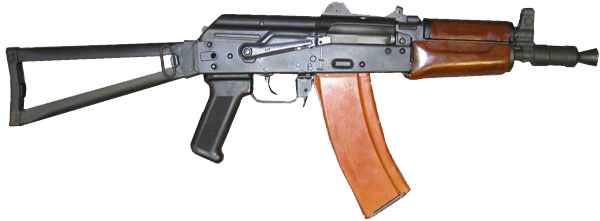
AKS74U

AKS74U（ロシア語: 5,45 мм автомат Калашникова со складывающимся прикладом укороченный АКС74У、「5.45mmカラシニコフ自動小銃折り畳み式銃床付き短縮型 AKS74U」の意）(GRAU：6P26)は、AKS74の銃身を206.5 mmまで切り詰めたショートカービンで、ソ連軍、ソ連内務省、KGB等の特殊部隊向けとして1979年に採用された。
バレルが極端に短いため、建物内部など、狭い場所での近距離戦闘に向き、空挺部隊や特殊部隊などで用いられている。また、取り回しの良さや軽量なことから、車両搭乗員や砲兵の携行武器としても用いられている。短くなった銃身に合わせ、ライフリングのピッチはAKS74の200 mm/1回転から160 mm/1回転に変更されている。銃口には独特な形状のフラッシュハイダーが装着されており、可能な限りマズルフラッシュを減らそうとしているが、効果は限定的である。短い銃身でもガスシステムの作動に十分なガス圧を得るため、フラッシュハイダー(シリンダー型マズル・ブースター)内部はガス室が設けられている。その大きなマズルフラッシュを軽減するため、新たに開発された4ピース・フラッシュハイダーは高い消炎効果を誇るが、フラッシュハイダーとしては大きく、リコイルも増大する傾向がある。
後部照準器はダストカバーに装着され、本体は単純な二段階切替式のフリップサイトである。ダストカバーは一般のAKでは前端を銃側に差し込み、後端をメインスプリングガイドのラッチで固定する方式であるのに対し、前端がヒンジで銃と結合されている。
ウサーマ・ビン・ラーディンやアイマン・ザワーヒリーがメディアに登場する際、側に立てかけてあるのが本銃である。
AKS74Uを含む、短銃身化されたAKライフル/ピストルの愛称として、クリンコフ（Krinkov）がよく知られている。クリンコフなる語句はロシア語には存在せず、マイルズ・ヴァイニング（Miles Vining）によれば、1980年代のアフガン紛争中にムジャーヒディーンが使用したパシュトー語での表現に由来するという。当時のソ連軍において、AKS74Uは主に車両やヘリコプターの乗員に支給されていた。ムジャーヒディーンの兵士にとって、この銃を手にすることは車両や攻撃ヘリコプターのような強力な兵器を撃破した証であり、一種のステータスシンボルと見做されていた。また、クリンコフのほか、シリンコフ（Shrinkov）、シェスコフ（Sheskov）という愛称もあった。クリンコフなる言葉の正確な由来は不明だが、パシュトー語で「ロシア風のもの」を示す際に-ovという語尾を付ける風習があったことと、アフガニスタン東部方言でカラシニコフ銃を指して使われたクリシニコフ（Krishnikov）なる表現が関係しているとヴァイニングは予想している。この言葉は1980年代中頃から雑誌等を通じてアメリカ合衆国に伝わり、1990年代初頭にポール・マホニー（Paul Mahoney）が、短銃身のカラシニコフ銃を専門に製造・販売する銃砲店クリンクス（Krinks）を開業したことがきっかけで広く知られるようになった。現在では、AKS74Uに限らず、フルサイズのAKに比べてガスバイパスを短縮化したモデルは（素体の形状や口径にかかわらず）クリンコフと通称される。アメリカではセミオート限定にしてストックを廃する事でピストルとして登録したもの、逆にガスバイパスを短縮化しながらフラッシュハイダーを省略、バレルを延長して法律上の問題をクリアした変わり種などが存在する。

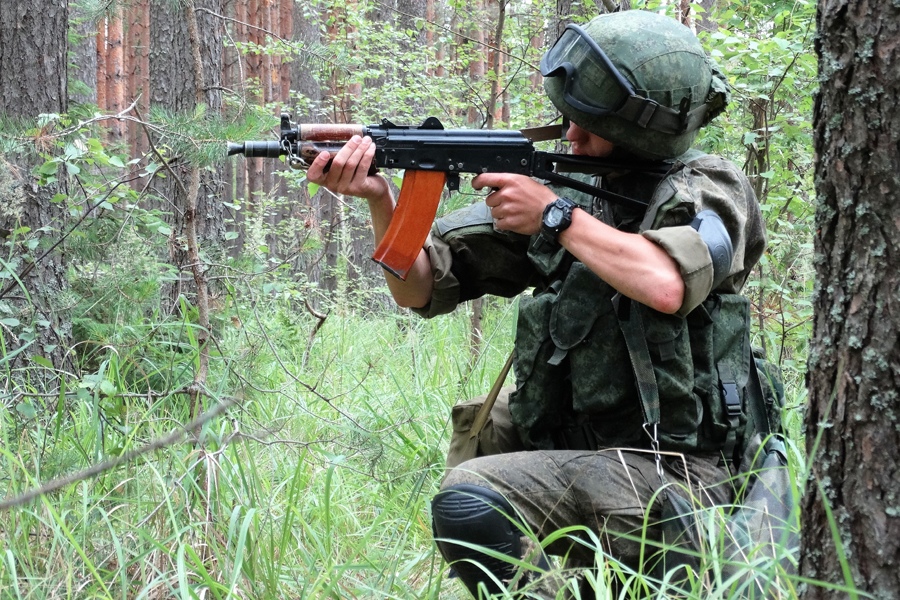
AKS74Uを使用するロシア戦略ロケット軍の歩兵
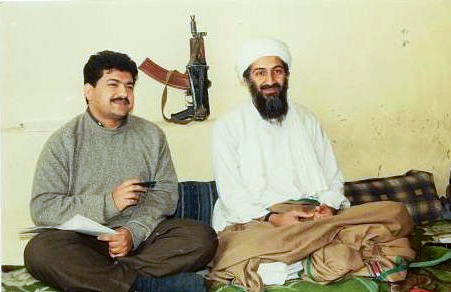
インタビューを受けるウサーマ・ビン・ラーディンの背後にAKS74Uが立てかけてある

### AKS74UN2
AKS74UN2(GRAU：6P26N2)は、AKS74Uのレシーバー左側面に夜間照準器装着用のレール（ドブテイルマウント）を備え、NSPUMを取り付けた状態である。AK74NおよびAKS74Nとは異なり、AKS74UN1・AKS74UN3といったモデルの存在は、ソ連・ロシアの公文書やマニュアル等からは確認されていない。なお、1991年発行のNSPU-3のマニュアルでは、NSPU-3を取り付けたモデルをAKS74UNと記載していたが、1992年発行のAKS74Uのマニュアルおよび2001年発行の5.45mmカラシニコフ銃のマニュアルではAKS74UNと呼ばれるモデルは記載されておらず、AKS74UN2のみが記載されている。

### AKSB74U（AKS74UB）

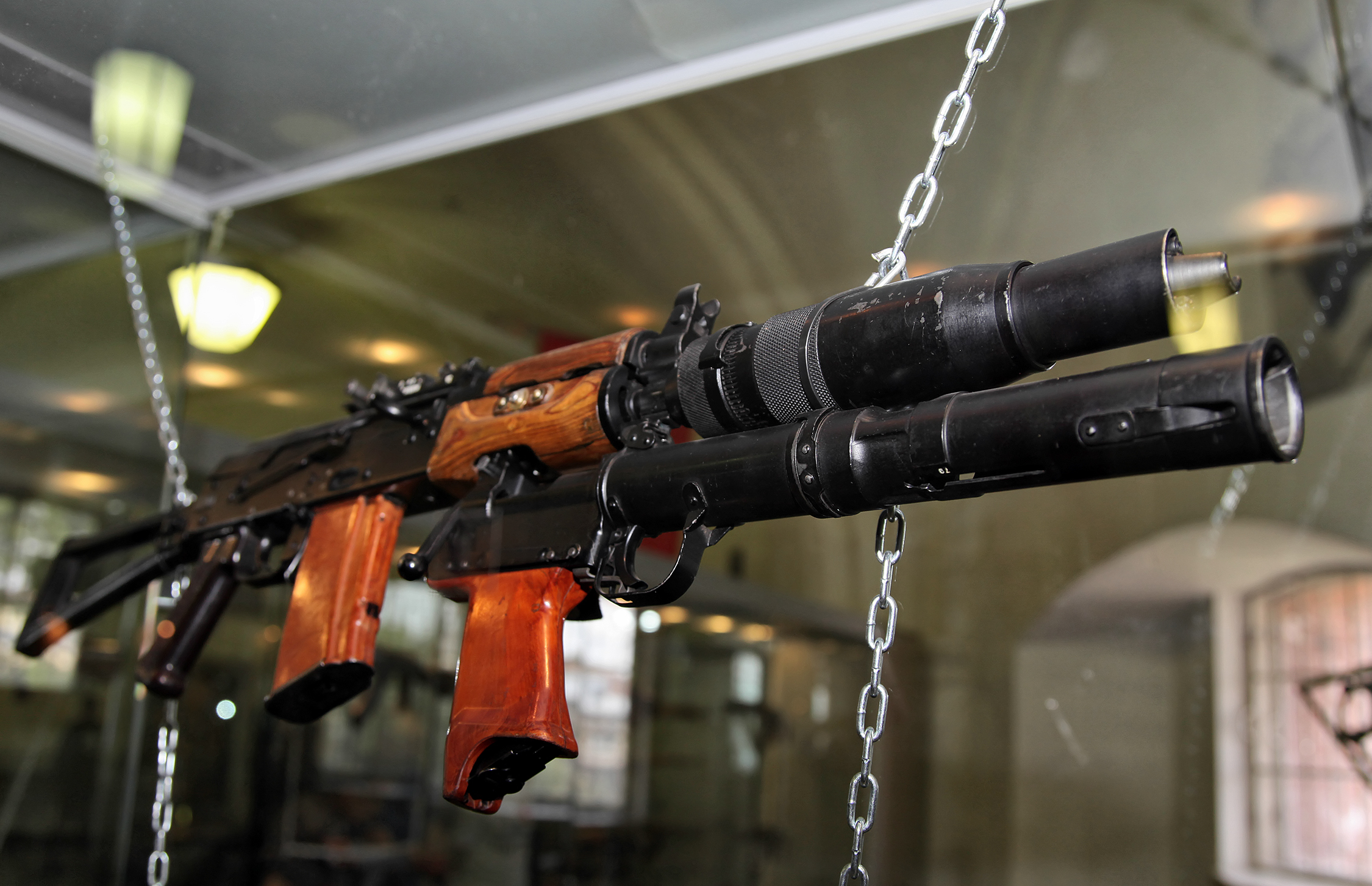
5.45/30mm SGK カナリェイカ

AKSB74U(GRAU：6P27)は、1985年に採用され、後にAKS74UBへと名称が変更された。AKS74UにPBS-3またはPBS-4サプレッサーと、ゼロイン調整可能な特殊な小型タンジェントサイト、銃身後部およびフロントサイトベース下部の消音グレネードランチャー取り付け用ラグ、20発容量の弾倉を備えた特殊部隊仕様。この銃に、6G17消音グレネードランチャーと、6G17専用の可倒式リアサイトおよびロアハンドガードを追加した仕様は、5.45/30mm SGK カナリェイカ（ロシア語: 5,45/30-мм стрелково-гранатометный комплекс «Канарейка»、「5.45/30mm自動小銃・擲弾発射器システム «カナリア»」の意）(GRAU：6S1)と呼ばれ、スペツナズなどの特殊部隊で運用されていた。

### OTs-12
OTs-12 «Tiss»は、KBP社がAKS74Uを9x39mm弾仕様にし、小改良したもの。リアサイトは後方に移動し、フラッシュハイダーの形状を変え、マガジンを独自のデザインにした。

### RPK74

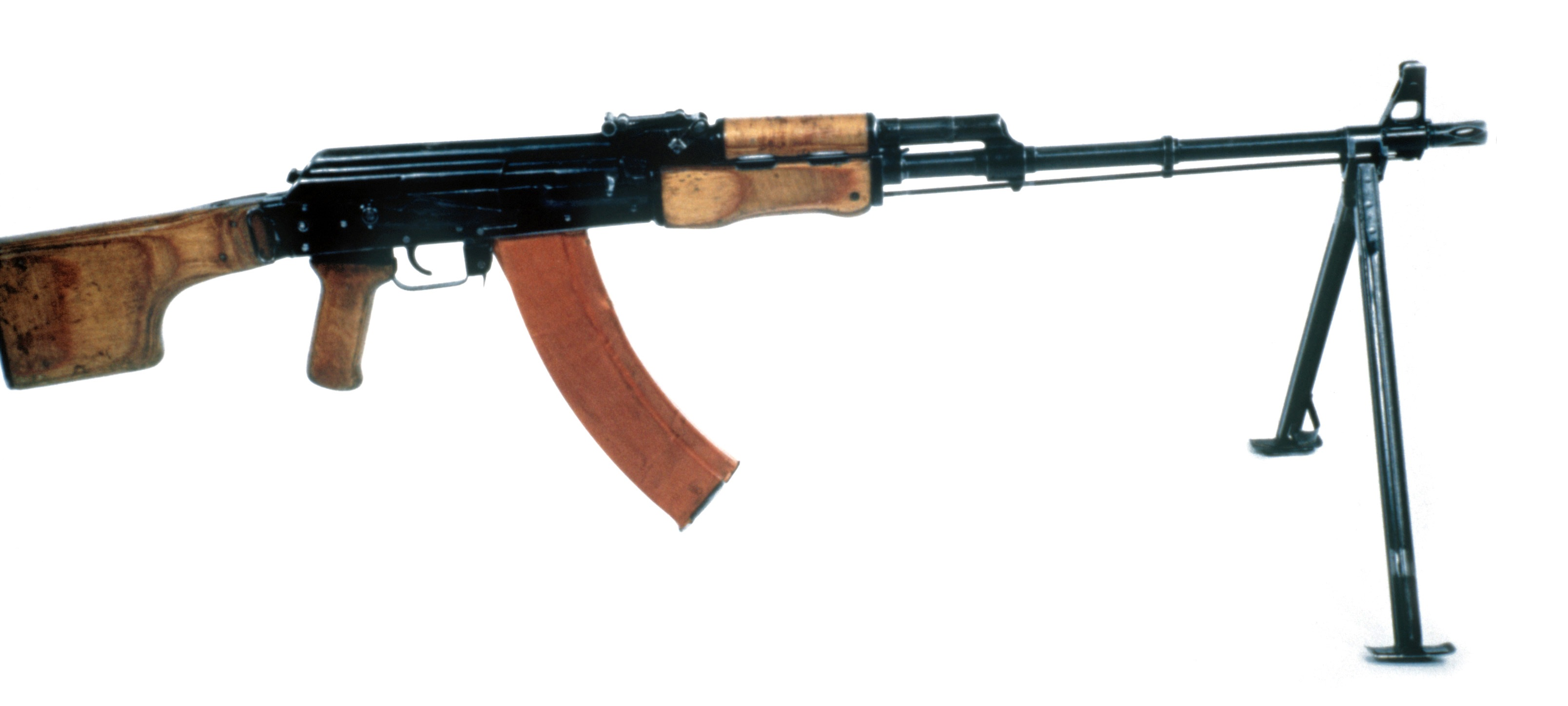
6L18弾倉を取り付けたRPK74

RPK74(GRAU：6P18)は、AK74の分隊支援火器仕様である。銃身やレシーバーを肉厚にする事で耐久力を得つつ、45発の箱型弾倉を使用する。

### AK74M

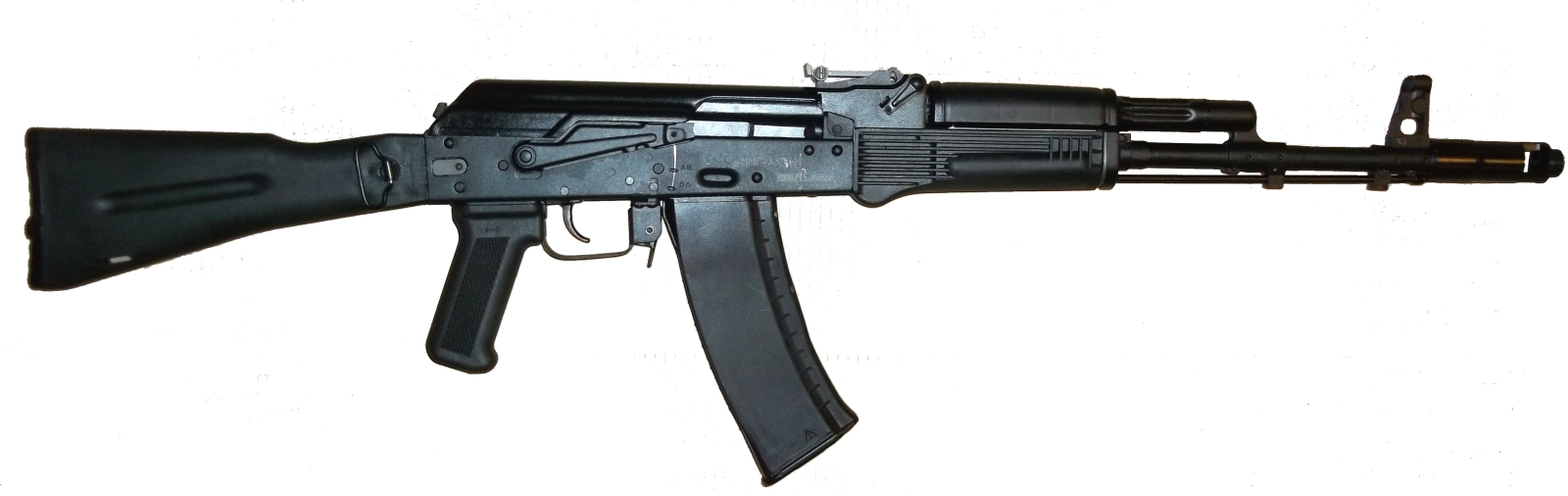
AK74M

AK74M（ロシア語: 5,45-мм автомат Калашникова с пластмассовым складывающимся прикладом и универсальной планкой для дневных, ночных прицелов АК74М、「5.45mmカラシニコフ自動小銃樹脂製折りたたみ式銃床および昼間・夜間照準器用汎用レール付き AK74M」の意）(GRAU：6P34)は、AK74の近代化型であり、従来は用途によりAK74、AK74N、AKS74、AKS74Nと4種あった銃を全て統合し、兵站を簡素化する目的があった。AK74Mは1991年からソ連で配備が開始される予定であったが、ソ連崩壊の影響により、実際にロシア軍に採用されたのは1995年になってからであった。

#### 特徴
従来のAK74は、固定式銃床を備えたAK74と金属製折りたたみ式銃床を備えたAKS74の二種類に分かれていた。このAK74Mは、形状は従来のAK74の固定銃床の様でありながら、黒色のガラス繊維強化ポリアミド樹脂製の折りたたみ式銃床を標準装備しているため、自動車化狙撃兵や空挺軍兵士、戦車兵などに支給するアサルトライフルを文字通り一種類に統一することが可能となった。
レシーバー左側面には暗視装置や光学照準器の取り付け用レールが標準装備となった。光学照準器は1P78-1カシュタンやUSP-1（1P29）等を使用できる。
ハンドガードとグリップの形状はAK74後期型と同じであるが、ガラス繊維強化ポリアミド樹脂の染料が、AK74後期型の焦茶色から黒色になった。また、ボルトキャリアーが従来よりも軽量化が図られており、射撃時の衝撃が緩和されている。レシーバカバーについても強化されたため、AKMよりあった補強リブが省略されている。
AK74MはAKS74やAKS74Uの様に、銃床右側の本体付近にスリングスイベルが存在する。

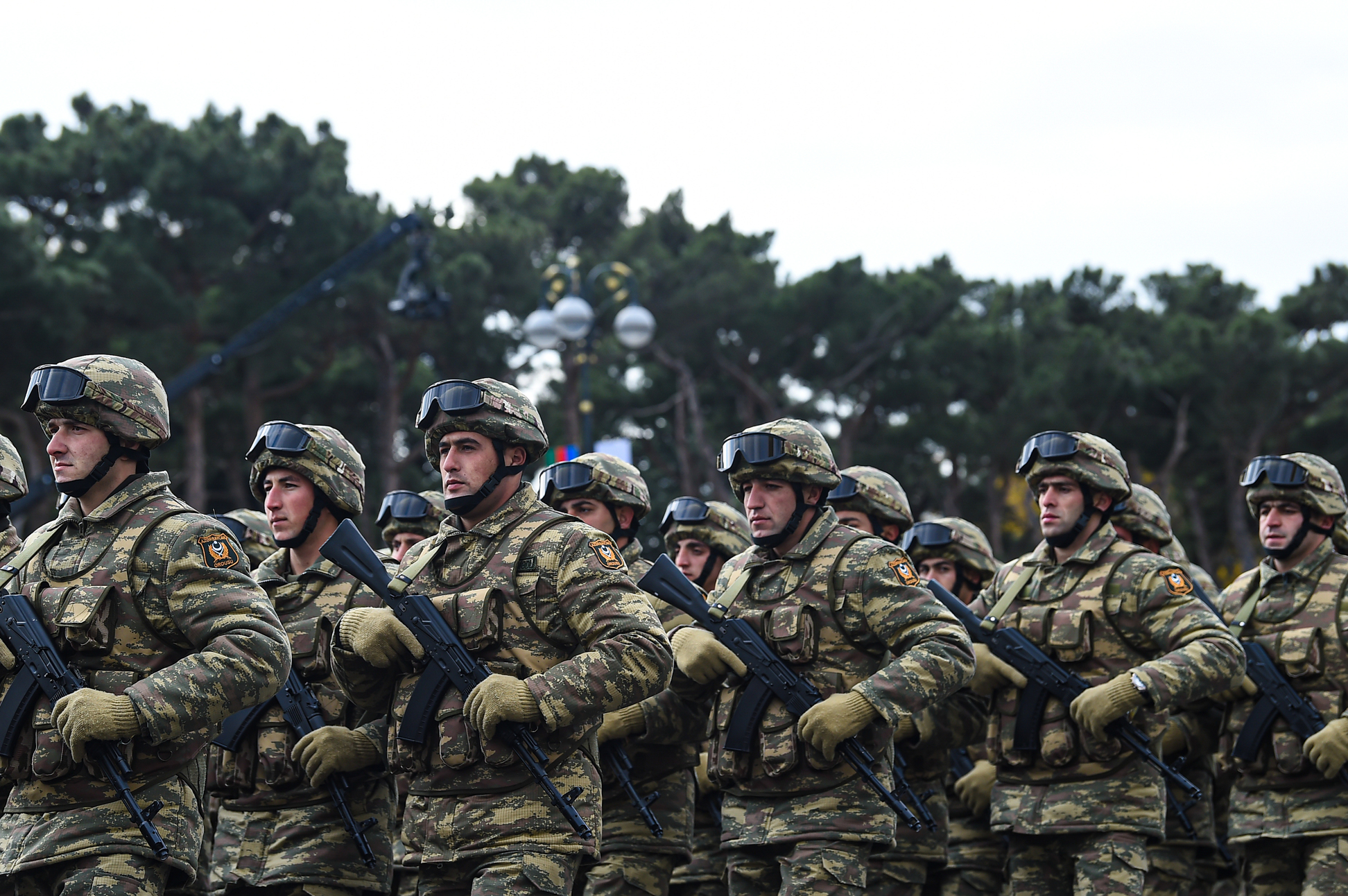
AK74Mを手にするアゼルバイジャン軍兵士

#### 運用
同盟国にも供与やライセンス生産が認められたAK74やAKS74と異なり、AK74Mはソ連で配備が開始された直後にソビエト連邦の崩壊が発生したため、ロシア連邦でのみ生産が継続されていたが、2011年からアゼルバイジャンでもライセンス生産が開始された。
輸出用に西側標準の5.56x45mm NATO弾や旧式の7.62x39mm弾を使用可能なように設計されたAK100シリーズは、このAK74Mをベースにしている。AK105（5.45x39mm弾使用のカービンモデル）に対応するフルサイズモデル（例えばAK102に対するAK101）がAK74Mともいえる。
ロシア軍ではAK74Mの後継銃AN-94を開発したが、従来のAKに比べ構造が複雑でコストも高く、作動不良が多発するため、一部の部隊にしか行き渡らなかった。その後もいくつかの後継銃の試作がされたものの、いずれも採用には至らず、そのためAK74Mの調達が2011年9月まで続けられた。
ロシア軍による2011年9月のAK74Mの調達打ち切りについては、ロシア軍が既に必要量の数十倍を所有しており、やや大ぶりであることやピカティニー・レールを備えていないなど、性能的に時代遅れであることが理由とされ、より高性能の新型自動小銃が採用されるまでは自動小銃の新規調達はしない方針となった（AK-12参照）。
なお、1挺当たりの価格は、需給動向によって大きく変動するが、近年では安くても200ドル前後とされている。
その後、新たなデザインのグリップと大型化されたマズルブレーキ、伸縮折り畳み式のストック、ピカティニー・レール付きのレシーバーカバー、フォアグリップ付きのハンドガード等を備えた、アップグレードキット（KM-AK）が開発された。このキットは一般部隊、偵察部隊、特殊部隊と、部隊別に3種類用意されている。2015年の対独戦勝パレードにて初めて公開、展示された。ロシア軍では、予算の関係とAK74系列の既保有量から当面、後継型のAK-12の調達と本アップグレードキットによる既存AK74Mの改修とを併存させるものと見られる。

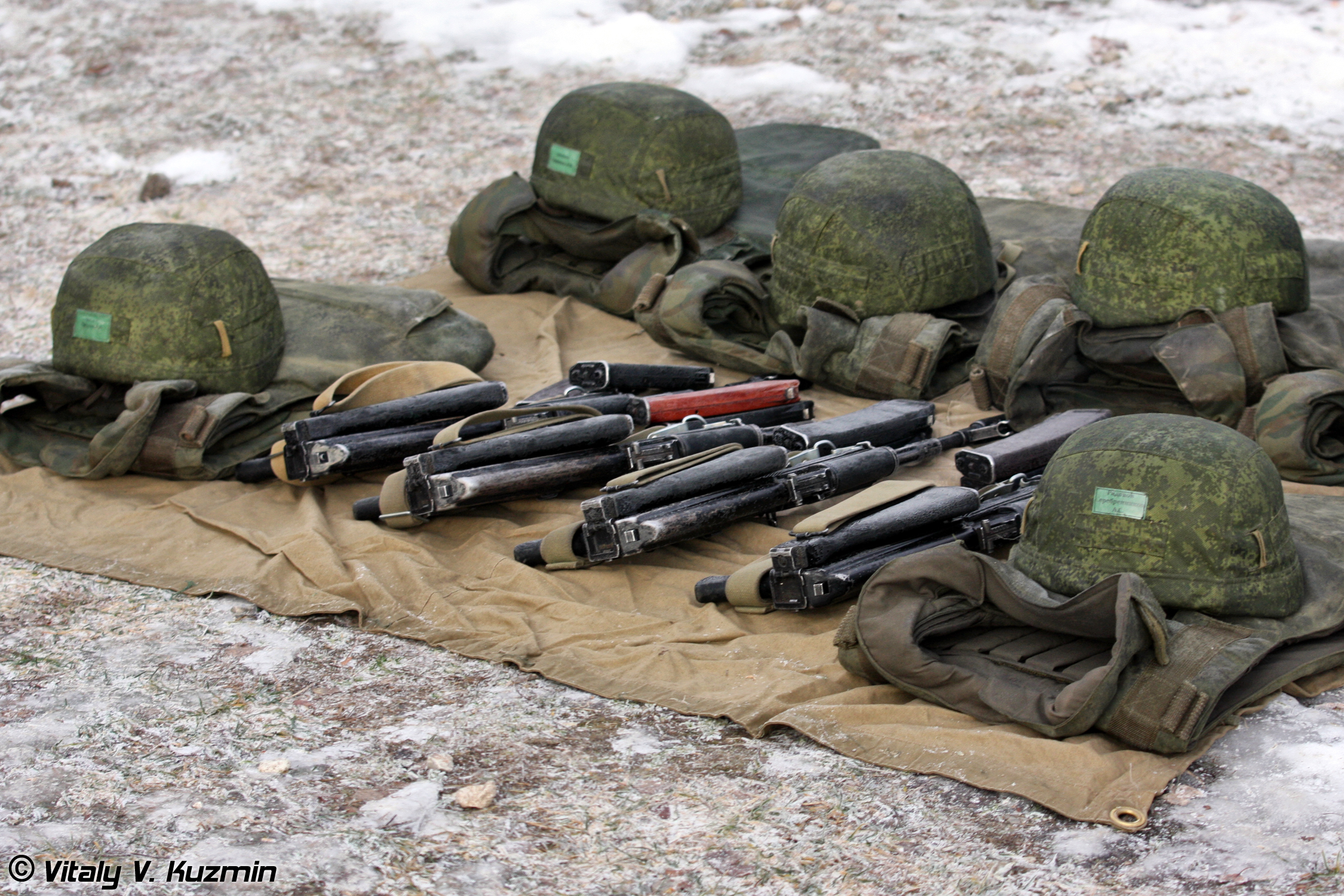
銃床を折り畳んだ状態のAK74M（第106親衛空挺師団所有）
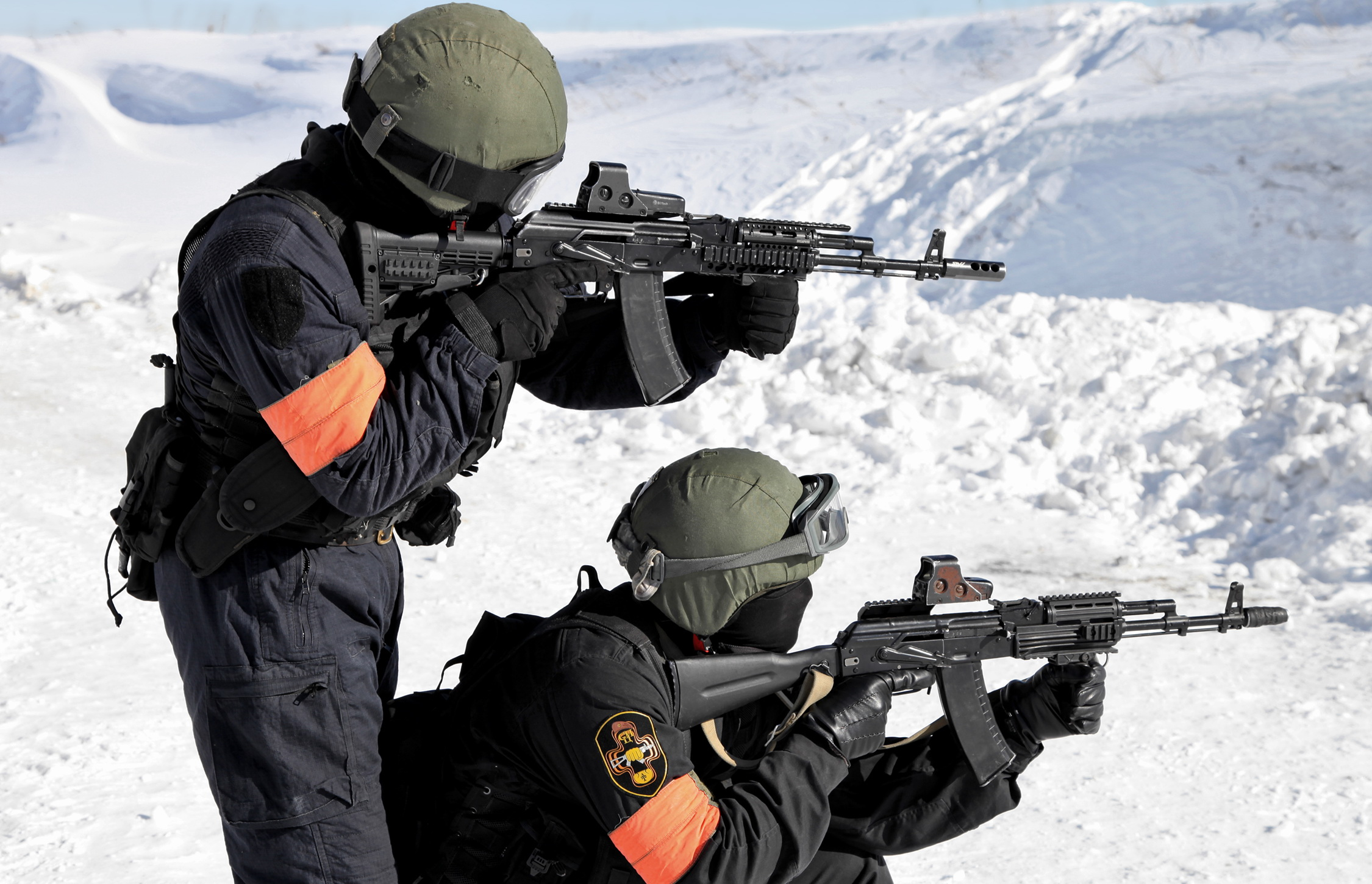
独自に改造したAK74Mを使用するロシア国内軍のスペツナズ（2013年）
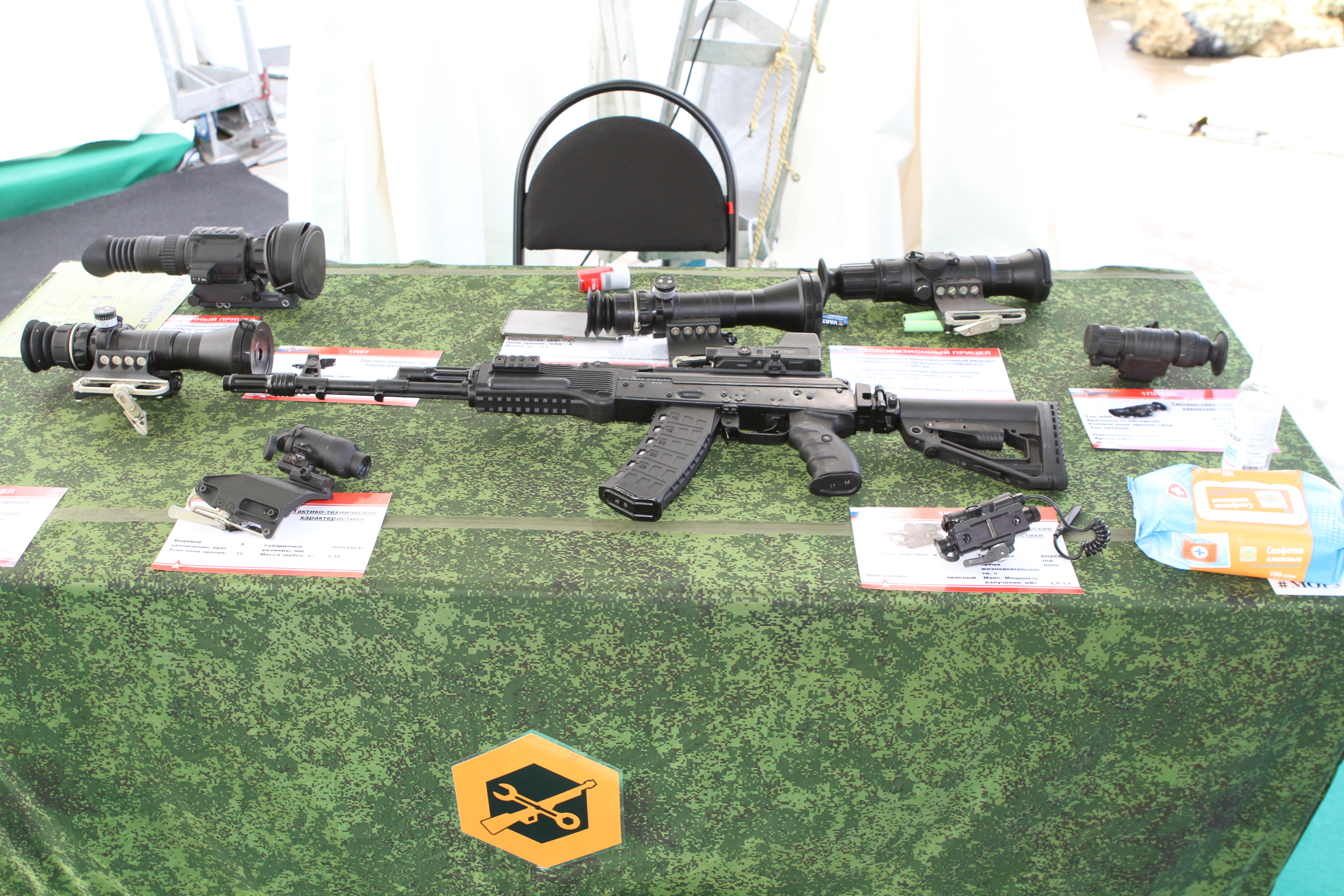
様々なアップグレードキット（2020年）

### AK100シリーズ
AK74Mをベースにしたアサルトライフルシリーズ。AK100シリーズは、輸出向けに造られたAK74Mの口径変更型および短銃身型である。かつてイズマッシュ社では「AK-10x」と「"-"（ハイフン）」を付けた名称が用いられていた が、2001年以降のイズマッシュ社公式サイトおよび現在のカラシニコフ・コンツェルン公式サイトでは、「AK 10x」あるいは「AK10x」の様に「"-"（ハイフン）」無しの名称が用いられている。
輸出を意識しており、口径も西側NATO弾に対応するものなどがある。そのため、プライベートオペレーターなどは5.56x45mm NATO弾の銃器を携行する際にはAK101やAK102、AK108を選択することがある。現在製造されているモデルは、ロアハンドガード下部と右側面にピカティニー・レールを装備している。

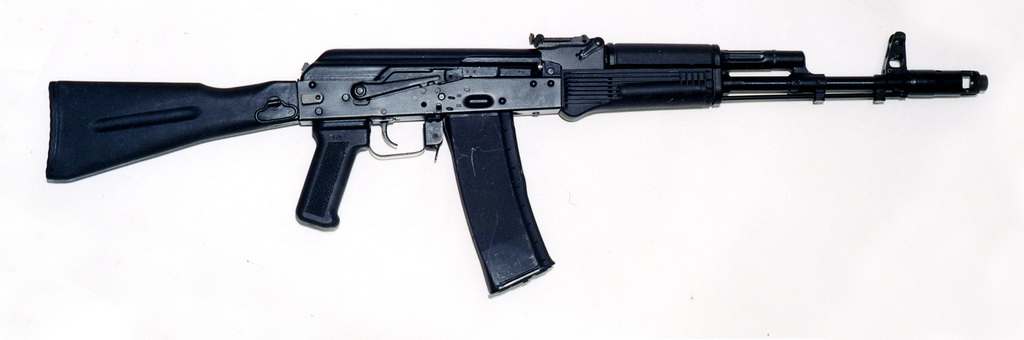
6L29弾倉を装着したAK101

#### AK101
AK101（ロシア語: 5,56 мм автомат Калашникова АК101、「5.56mmカラシニコフ自動小銃 AK101」の意）(GRAU：6P43)は、使用弾薬5.56x45mm、銃身長415 mmのフルサイズモデル。

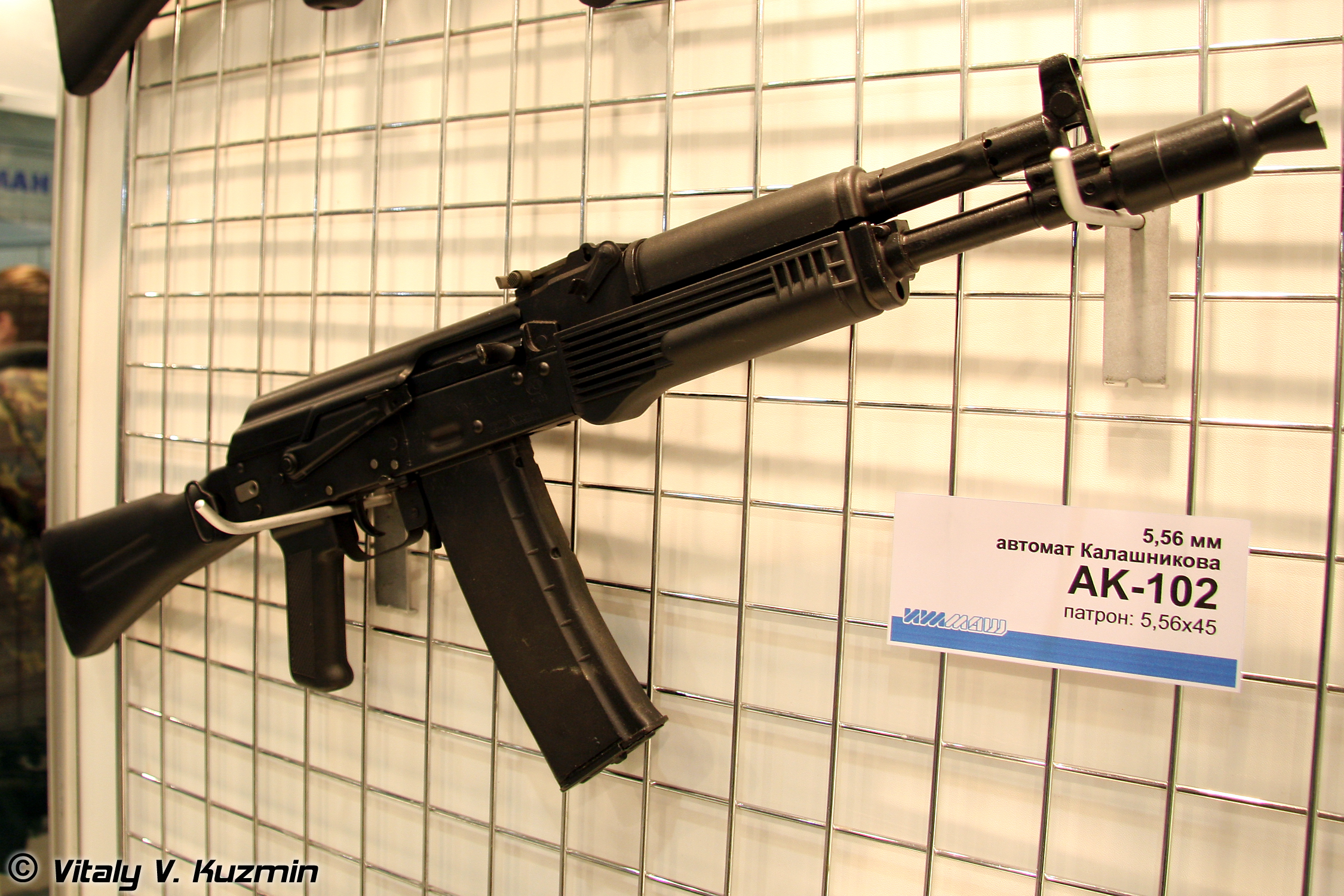
6L29弾倉を装着したAK102

#### AK102
AK102（ロシア語: 5,56 мм автомат Калашникова малогабаритный АК102、「5.56mm小型カラシニコフ自動小銃 AK102」の意）(GRAU：6P44)は、使用弾薬5.56x45mm、銃身長314 mmのAK101のコンパクトモデル。AKS74Uのような極端な短縮化ではなく、フロントサイトとガスバイパスの間にあるバレルを短縮化し、ストックもAK101に準拠したものを装着する。ただし、フラッシュハイダーの形状はAKS74Uに近い。

#### AK103

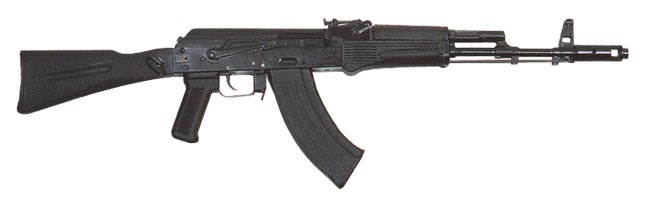
AK103

AK103（ロシア語: 7,62 мм автомат Калашникова образца 1974 года АК103、「7.62mmカラシニコフ自動小銃1974年式 AK103」の意）(GRAU：6P45)は、使用弾薬7.62x39mm、銃身長415 mmのフルサイズモデル。使用弾薬はAKと同じだが、あくまでAK100シリーズのバリエーションとして、AK74Mに準拠した設計。ベネズエラ軍が制式採用した。

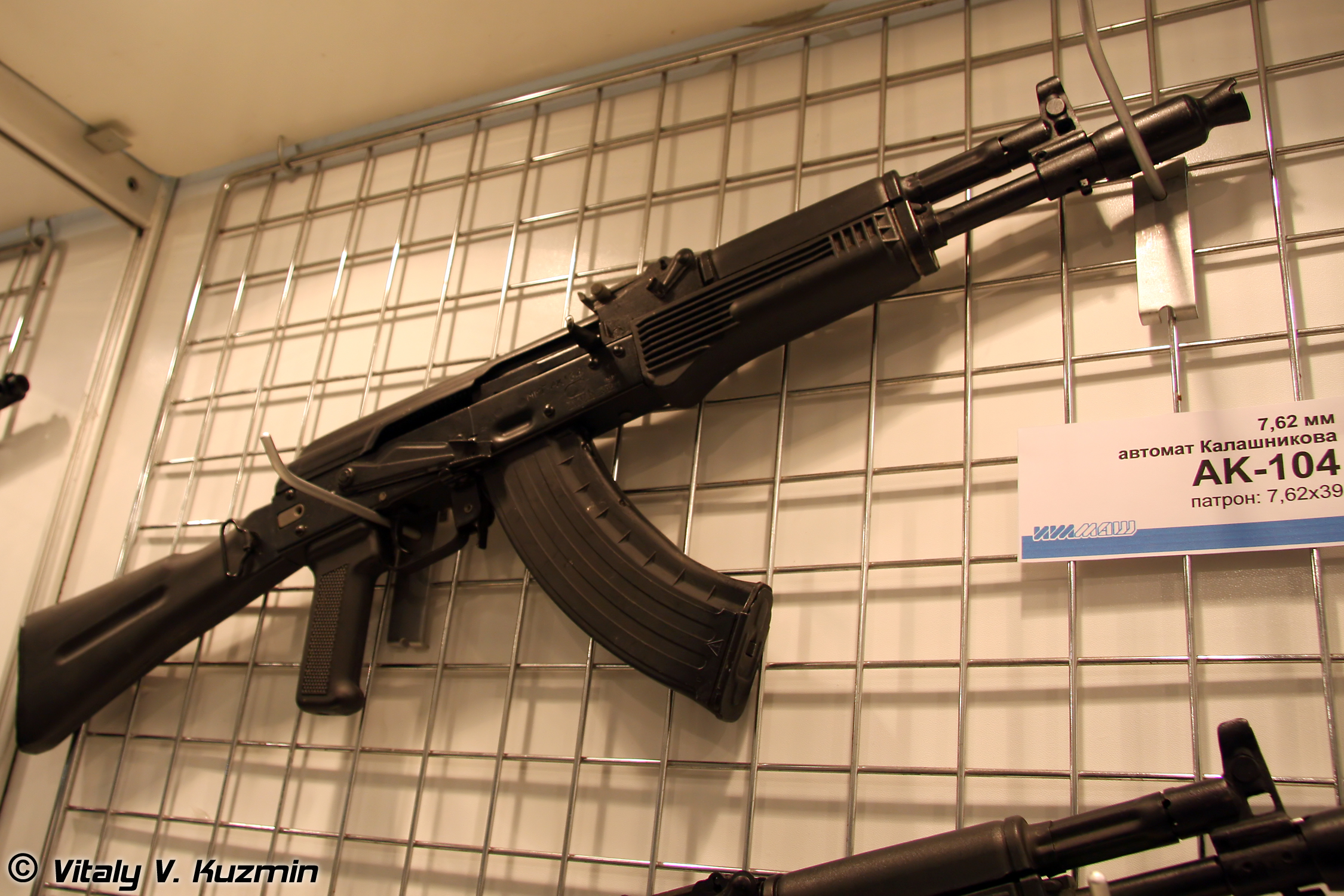
AK104

#### AK104
AK104（ロシア語: 7,62 мм автомат Калашникова образца 1974 года малогабаритный АК104、「7.62mm小型カラシニコフ自動小銃1974年式 AK104」の意）(GRAU：6P46)は、使用弾薬7.62x39mm、銃身長314 mmのAK103のコンパクトモデル。

#### AK105

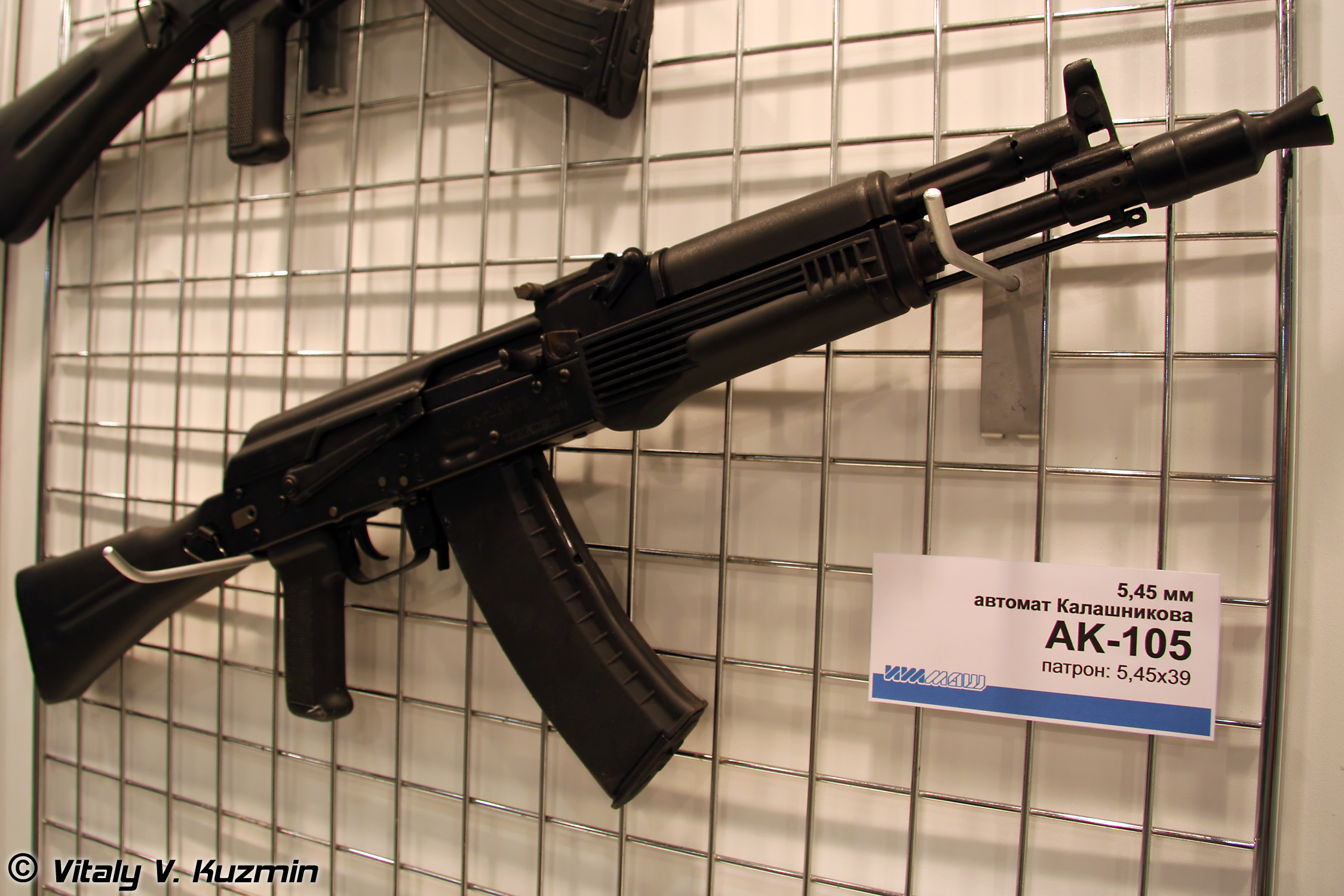
AK105

AK105（ロシア語: 5,45 мм автомат Калашникова малогабаритный АК105、「5.45mm小型カラシニコフ自動小銃 AK105」の意）(GRAU：6P47)は、使用弾薬5.45x39mm、銃身長314 mmのAK74Mのコンパクトモデル。

#### AK107

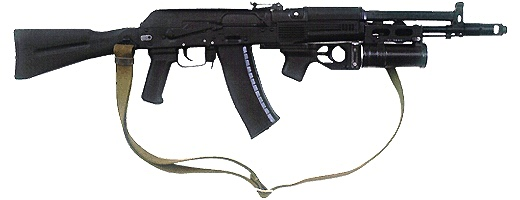
GP-25 グレネードランチャーを装備したAK107

使用弾薬は5.45x39mm。連射速度が向上し、一分間に850発の射撃が可能。3点バーストの追加。AEK-971の設計に準拠したリコイル軽減機構を備え、命中精度はAK74Mの1.5 - 2倍程度に向上している。

#### AK108
使用弾薬は5.56x45mm。基本的な性能はAK107と同様。連射速度は一分間に900発。

### AK-9
AK-9は、イズマッシュ社が開発した9x39mm弾を使用するコマンドアサルトライフル。試作初期のベースはAKS74Uだったが、後にAK100シリーズへと変更された。9x39mm弾を使用することからスペツナズ（特殊部隊）用に設計されたと思われる。現在はAM-17をベースとしたAMB-17への代替が進められている。

### PP-19 Bizon
PP-19 ビゾーンは、AKS74をベースにイズマッシュ社が開発した9x18mm弾を使用する短機関銃である。「ヘリカルマガジン」という特殊なマガジンにより60発以上もの装弾数を持つ。その後改良型のPP-19 ビゾーン-2が登場し、使用弾薬やサプレッサー、ストック、射撃モード等の違いにより多数のバリエーションが存在する。

### PP-19-01 Vityaz
PP-19-01 ヴィーチシは、より一般的な9x19mm弾と30発箱型弾倉を用いるよう、PP-19 ビゾーンを改良したモデル。また、PP-19-01 ヴィーチシに、AK105に準じた改良を施したモデルはPP-19-01 ヴィーチシ-SNと呼ばれる。

### AK-200（プロトタイプ）
2010年5月にロシアで公開されたAKシリーズの近代化型プロトタイプ。AK74Mを原型にレールシステム付きハンドガードの追加や軽量化などの改良が加えられたもの。2011年からロシア軍で試験された結果、ロシア軍はプロトタイプAK-200の採用を見送り、今後AK74Mのピカティニー・レール付きアップグレード型を継続使用すると発表した。

### AK200シリーズ
AK200シリーズは、AK74MおよびAK100シリーズに、ピカティニー・レール装備等の改良を施したモデル。なお、既存のAK74およびAK74MにKM-AK（ロシア語: комплект модернизации автомата Калашникова、「カラシニコフ自動小銃近代化キット」の意）(GRAU：6Ch63)と呼ばれるアップグレード・キットを組み込むことにより、AK200相当のAK74 RMOへと改修することができる。
AK100シリーズからの改良点として、レシーバーカバーをAKS74Uの様なヒンジ式開閉タイプかつレシーバーカバー固定用ラッチを備えた上部ピカティニー・レール付きの物に、ハンドガードを上下両側面ピカティニー・レール付きの物に、ストックを伸縮折り畳み式の新型に、フラッシュハイダーをSVDの物に似た形状の物に、グリップ及びストックをAK-12の初期量産型と同じ伸縮折畳み式ものに、またセレクターレバーをグリップを握ったまま人差し指で素早く操作できるように中央下部にも出っ張りが追加されたものに変更されている他、これらの改良に伴い不要となったレシーバー左側面のサイドレールおよびストック固定ラッチが削除されている。2018年6月以前はAK100M及びAK74M3という名称であったが、輸出向けに判りやすくする為、200番台の数字に変更された。現在、カラシニコフ・コンツェルン公式サイトでは、「AK20x」の様に「"-"（ハイフン）」無しの名称が用いられている。
なお、現在（2023年7月時点）でもカラシニコフ社の公式サイトでは、ロシア語サイトにおいても英語サイトにおいても、最新のAK-12シリーズと並んでAK74M、AK100シリーズ、AK200シリーズが掲示されている。現在、ロシア連邦軍は新規製造されたモデルにのみ200番台の名称を与えており、既存のAK74Mにアップグレード・キットによる近代化改修を順次施しているが、改修実施分にロシア連邦軍が新たにAK200の名称を与えた事例は報告されていない。
インドは2019年に、AK203を75万丁調達することを決定、うち10万丁はロシアからの輸入、65万丁はインドでのライセンス生産である。
ロシア連邦国家親衛隊（ロシア連邦軍とは別組織、2016年設立）は2019年に、AK200とAK205を調達したと公表した。2020年には、6Ch64（フォアグリップ）や6Ch26（ブランクアダプター）等と共に、AK200が1,400挺、AK205が200挺納入されている。
AK200
AK200(GRAU：6P34-1)は、使用弾薬5.45x39mm、銃身長415 mmのフルサイズモデル。旧名称AK74M1。
AK201
AK201(GRAU：6P43-1)は、使用弾薬5.56x45mm、銃身長415 mmのフルサイズモデル。旧名称AK101M。
AK202
AK202(GRAU：6P44-1)は、使用弾薬5.56x45mm、銃身長314 mmのショートバレルモデル。旧名称AK102M。
AK203
AK203(GRAU：6P45-1)は、使用弾薬7.62x39mm、銃身長415 mmのフルサイズモデル。旧名称AK103M。
AK204
AK204(GRAU：6P46-1)は、使用弾薬7.62x39mm、銃身長314 mmのショートバレルモデル。旧名称AK104M。
AK205
AK205(GRAU：6P47-1)は、使用弾薬5.45x39mm、銃身長314 mmのショートバレルモデル。旧名称AK105M。

### AK-12
2012年1月にロシアで発表された第5世代AKアサルトライフル（プロトタイプ名：AK-400）。プロトタイプAK-200の様に近代化を意識しつつシルエットは本来のAKに近づけられている。レシーバーは今までのAKとはかなり異なり、リアサイトはレシーバー後方に設置され、セレクターレバーは小型のものがレシーバー両面に設けられた。ストックは伸縮折り畳み式になっている。
現在、5.45x39mmを使用するAK-12、7.62x39mmを使用するAK-15、5.56x45mmを使用するAK-19、7.62x51mmを使用するAK-308等がラインナップされている。カラシニコフ・コンツェルンはこれら第5世代AKをRatnikシリーズと呼称している。
2015年4月、ロシア国防省はRatnik歩兵近代化計画の標準火器として、カラシニコフ・コンツェルン（旧：イズマッシュ）社が製造する2種類のアサルトライフルを選定したことを公表した。選定されたのは、5.45x39mm弾を使用するAK-12と7.62x39mm弾を使用するAK-15である。

### AKV-521
カラシニコフ・コンツェルンが開発、販売している民間向け最新AK。従来のレシーバーカバーを廃止し、AR-15のようなロアとアッパーでレシーバーを二分割して分解する方式に変更されている。この改良により、レシーバー上部全面がピカティニーレールのフラットトップになり、精度の改善とより幅広い照準器への対応が可能となった。またAK-12での耐久性不足の反省を生かしほぼ全ての部品を金属で生成しており、耐久性がかなり高い反面重量が重い。コッキングレバーは従来の右側ではなく左側に移され、右側は排莢口のみになっている。5.45x39mm、7.62x39mm、5.56x45mmの弾薬バリエーションがあり、アッパーレシーバーと一部の部品を交換することで使用弾薬や銃身長を変更できる。

### AKV-721
AKV-521の7.62x51mm/.308 ウィンチェスター弾仕様。銃身がAKV-521に比べ長くレシーバー交換による使用弾薬の変更もできない。まだ試作段階で販売はされていない。

## 備品

### 銃剣
AKM/AK74用の6Kh4銃剣、AK74/AK74M/AK-12用の6Kh5銃剣、AK-12用の6Kh9-1銃剣がある。

### 擲弾発射器
AKM以降のAKシリーズの銃には、銃身の下に擲弾発射器（グレネードランチャー）を取り付ける事ができる。これは、アメリカがベトナム戦争中に開発したM16用のM203のコンセプトを参考に開発された。
GP-25/GP-30/GP-34

GP-25、GP-30、GP-34は、アメリカ製M203の対抗製品として開発された口径40mmのアンダーバレル式擲弾発射器。

### 照準装置
NSPU
NSPU(GRAU：1PN34)は、AKMN-1/AKMSN-1、AK74N/AKS74N、RPKN-1/RPKSN-1、RPK74N/RPKS74N、PKMN-1/PKMSN-1、SVDN-1、RPG-7N1/RPG-7DN1での夜間使用を想定し開発された第1世代パッシブ方式暗視装置で、1976年に採用された。スコープの運用時重量は2.2 kg、倍率は3.5倍、視野は水平方向5度、垂直方向4度である。電源として、電圧2.5 V、容量1.5 Ahの2NKBN-1.5と呼ばれる充電可能なニッケル・カドミウム蓄電池、または、3RTs83Khと呼ばれる使い捨ての水銀亜鉛電池を専用ケースに入れて使用する。

NSPUM
NSPUM(GRAU：1PN58)は、AKMN2/AKMSN2、AK74N2/AKS74N2、AKS74UN2、RPKN2/RPKSN2、RPK74N2/RPKS74N2、PKMN2/PKMSN2、SVDN2、RPG-7N2/RPG-7DN2での夜間使用を想定し開発された第1世代パッシブ方式暗視装置で、1985年頃に採用された。スコープの運用時重量は2 kg、倍率は3.5倍、視野は水平方向5度、垂直方向4度である。夜間および低照度環境下で、兵士なら最大300 m、戦車側面なら最大400 mの距離で目標を識別できる。電源として、電圧1.2 V、容量0.55 AhのD-0.55Sと呼ばれるニッケル・カドミウム蓄電池を5個直列接続した充電可能な専用電池、または、5RTs83Khと呼ばれる使い捨ての水銀亜鉛電池を専用ケースに入れて使用する。

NSPU-3
NSPU-3 «Kazuar»(GRAU：1PN51)は、AKMN-1/AKMSN-1、AK74N/AKS74N、AKS74UN、ASS、RPKN-1/RPKSN-1、RPK74N/RPKS74N、PKMN-1/PKMSN-1、SVDN-1、VSS、RPG-7N1/RPG-7DN1での夜間使用を想定し開発された第2世代パッシブ方式暗視装置。スコープの運用時重量は2.1 kg、倍率は3.46倍、視野は9度35分である。電源として使用する電池はNSPUMと同じで、5個のD-0.55Sの場合は最大10時間、5RTs83Khの場合は最大20 - 25時間動作可能である。

1PN93
1PN93 «Malysh»は、各種小火器や携帯式対戦車擲弾発射器での夜間使用を想定し開発された第2.5世代パッシブ方式暗視装置。AK74M用の「1PN93-2 AK-74」は、スコープの運用時重量は1.3 kg、倍率は4倍、視野は6度である。電源として、電圧1.2 V、容量0.9 AhのNLTs-0.9-1と呼ばれる充電可能なニッケル・ランタン蓄電池、または、電圧1.4 V、容量1.2 AhのA-316 "Era"と呼ばれる使い捨てのマンガン亜鉛電池を使用し、最大10時間動作可能である。また、これらの電池の代わりに一般的なR6規格の電池（単3形乾電池）が使用可能である。

USP-1
USP-1 «Tyul'pan»(GRAU：1P29)は、AK74N、RPK74N、PKMNでの昼間・夜間使用を想定し開発された照準装置。照準器の重量は0.8 kg、倍率は4倍、視野は8度である。構造はイギリスのL1A1自動小銃用に開発されたL2A2 SUITに酷似しており、夜間および低照度環境下ではレティクル先端が発光する。これは、光源となるT(3)-08発光体に含まれるトリチウムの放射性崩壊により、放射された電子の流れ（β線）が蛍光体に照射され、可視光線を放射するという原理による。

### サプレッサー
PBS-2
1970年代に開発されたAK74およびAKS74用のサプレッサー。PBS-1と似た構造をしており、5.45x39mm弾の亜音速弾仕様である5.45mm US(GRAU：7U1)弾を使用するが、AK74の銃身長では弾速が音速を超えるために消音効果が低かったり、量産に向かないなどの理由から広く普及しなかった。

PBS-3
AKS74U用のサプレッサー。PBS-1およびPBS-2と似た構造をしている。5.45mm US亜音速弾は長い銃身から発射されるよりも、短い銃身から発射される方がより弾道が安定し、高い消音性も発揮することが判明したため、AK74およびAKS74より銃身が短いAKS74U向けに新たに開発された。改良されたガスの排出口とマズルブースターの機能を備えており、若干精度が良くなるが、5.45mm US亜音速弾以外の弾薬で使用するとサプレッサー本体の破損につながる。

PBS-4
AKS74U用のサプレッサー。PBS-3と基本的な構造は同じだが、従来使用されてきたゴム製のオブチュレーター（ワイプ）を廃止したことでサプレッサー本体を構成する部品がすべて金属製となったため、PBS-3とは異なりフルオート射撃にも適合している。通常弾を使用した場合は、燃焼ガスと弾頭によるソニックブームにより消音効果は殆ど無いが、マズルフラッシュを軽減できる。

TGP-A-5.45
ロシア軍で採用されたAK74MやRPK74Mなど5.45x39mm弾を使用する自動小銃や軽機関銃で使用できる最新サプレッサー。

TGP-A-7.62
ロシア軍で採用されたAK103やAK203などの7.62x39mm弾を使用する自動小銃や軽機関銃で使用できる最新サプレッサー。

ATG
ATG（ロシア語: автоматный тактический глушитель、「戦術自動小銃消音器」の意）(GRAU：6Ch65)は、5.45mm AK74/AKS74/AK74M/AK105、5.56mm AK101/AK102、7.62mm AK103/AK104、並びにAK200シリーズで使用できるマルチタイプサプレッサー。7.62x39mm弾の亜音速弾仕様である7.62mm US(GAU：57-N-231U)弾を使用する場合は、PBS-1用オブチュレーター(GRAU：6Ch7)を取り付けることにより高い消音効果と銃の動作に必要なガス圧を得ることができる。

DTK-4
DTK-4 «Kochevnik»は、AK74、AK74M、AKS74U、AK103並びにそれらの改良型の銃で使用できるサプレッサーであり、ロシアの備品販売開発メーカーのズィニート（ZENIT）有限責任会社によって開発された。ズィニート社はDTK-4を、DTK-1ないしDTK-3のマズルブレーキ・コンペンセイター（DTK（ロシア語: дульный тормоз - компенсатор））の一種として位置づけている。5.45x39mm弾に対応したDTK-4 (5.45)と、7.62x39mm弾に対応したDTK-4 (7.62)およびその改良型であるDTK-4Mがあり、サプレッサー本体はいずれもチタン合金製である。現在、DTK-4の購入はMVD、FSB、FSOの職員に限られており、これらの機関に属する特殊部隊内で主に運用されている。

6Ch60
6Ch60は、AK-12用のサプレッサー（PMS（ロシア語: прибор малошумной стрельбы、「低騒音射撃装置」の意））。AK-12のフラッシュサプレッサー・コンペンセイターに直接被せてラッチで固定する、クイック・デタッチャブル式となっている。AK-15用のものは6Ch61と呼ばれる。

## 各国で生産されたAK74
AK74とその直系派生品がベースになった銃のみを記載。
| 国名                    | 名称 | 相当品、備考 |
| ----------------------- | --- | --- |
| ポーランド              | Kbk wz. 1988 タンタル Skbk wz.1989 オニキス Kbs wz. 1996 ベリル Kbk wz.1996 ミニベリル Kbk wz.1997 ボゾ Kbk wz.2002 ビン Kbk wz.2004 ベリル Kbk wz.2005 ジャンター                                | AKS74 AKS74U AKS74、近代化モデル、5.56x45mm弾仕様 wz.1996短縮（クリンコフ）型、5.56x45mm弾仕様 wz.1996ブルパップ仕様、5.56x45mm弾仕様 wz.1997 ボゾ改良型、5.56x45mm弾仕様 wz.1996近代化モデル、5.56x45mm弾仕様 wz.2002近代化モデル、5.56x45mm弾仕様 |
| ルーマニア              | AIMS-74 | AKS74、フォアグリップ付属 |
| ブルガリア              | アーセナル AR-M1 アーセナル AR-M1F アーセナル AR-SF アーセナル AR-M4SF アーセナル M9 アーセナル M9F アーセナル SLR-100シリーズ                                                                    | AK74 AKS74 AKS74U、5.56x45mm弾仕様、下面折畳銃床 AKS74U、5.56x45mm弾仕様、側面折畳銃床 AK74、5.56x45mm弾仕様 AKS74、5.56x45mm弾仕様、側面折畳銃床 上記のレシーバーは、全てAKタイプの切削加工 AK100シリーズに相当 |
| 東ドイツ                | MPi-AK-74N MPi-AKS-74N MPi-AKS-74NK STG K 90シリーズ LMG K 500 (924) PG 500 (925) Wieger STG 941 Wieger STG 942 Wieger STG 943 Wieger LMG 944 Wieger PG 945 Wieger 950シリーズ Wieger 970シリーズ | AK74 AKS74、側面折畳銃床 AKS74短縮型、側面折畳銃床 輸出向けモデル MPi-AK-74N並びにその派生型 MPi-AK-74Nの軽機関銃（二脚装備・バレル延長）型 MPi-AK-74Nの狙撃銃（バレル延長）型 MPi-AK-74N改良型、5.56x45mm弾仕様 STG 941、側面折畳銃床 STG 942短縮型 STG 941軽機関銃型 STG 941狙撃銃型 Wieger 940シリーズの5.45x39mm弾仕様 Wieger 940シリーズの7.62x39mm弾仕様、計画のみ |
| ユーゴスラビア セルビア | M85SMG（en） M92SMG M21 | AKS74U、5.56x45mm弾仕様 AKS74U、7.62x39mm弾仕様 M80、近代化カービン、側面折畳銃床 |
| ウクライナ              | Vepr | AK74ブルパップ仕様 |
| 朝鮮民主主義人民共和国  | 88式自動歩銃 98式自動歩銃 | AK74 88式のプラ部品を金属製に換装 |
| 中華人民共和国          | 88-S式自動歩槍 AK-2000P | AK74コピー、5.56x45弾仕様、セミオートのみ 56式自動歩槍2型と共通の側面折畳銃床を装備。AK101に相当 |
| オウム真理教            | ナーディー | オウム真理教が密造。自動小銃密造事件を参照 |

## AK74の遊戯銃
2007年12月20日、東京マルイがリコイルショック発生装置とボルトのブローバック機構を搭載した次世代電動ガン第一号として、AK74MN（実際のモデルはAK74M）を発売した。AK74MNに関しては一時期生産が中止されていたが、2018年に生産が再開され、
現在、AK74およびその発展型をモデルとしたエアソフトガンは、対象年齢18歳以上の「次世代電動ガン」としてAK74MN、AKS74U、AK102、AKS74N、「ガスブローバック ショットガン」としてサイガ-12K、対象年齢10歳以上の「電動ガンLIGHT PRO」としてAK74Uがラインナップされている。
2012年10月31日、KSCがAKとしては国内初のブローバックガスガンとなる「ガス-ブローバックAK74 シリーズ」第一号として、AK74Mを発売した。2013年7月には第二号としてAKS74Uを発売している。現在、同シリーズにはKTR-03、KTRソードオフもラインナップされている。
近年では香港や台湾等の遊戯銃メーカーから大量に電動ガンやブローバックガスガンのバリエーションが展開されている。

## 登場作品

### 映画
『007シリーズ』
『007 ゴールデンアイ』
冒頭にて、主人公のジェームズ・ボンドがソ連の化学工場に潜入した際に敵からAKS74Uを奪って使用。また、ゼニア・オナトップがゼヴェルナヤのコントロールルームでAKS74Uを使用するほか、冒頭のソ連軍やロシア軍の将兵がAK74とAKS74・AKS74U・AK74風に改造された56式自動歩槍を使用する。
『007 ダイ・アナザー・デイ』
冒頭の戦闘にて、ザオと北朝鮮軍兵士がAKS74Uを使用。
『REDリターンズ』
カーチャ・ペトロコヴィッチとその護衛がAKS74Uを所持する。
『THE NEXT GENERATION -パトレイバー-』
太田莉菜演じるカーシャがAK74を使用する。ケースにはFSBの紋章がついている。
『ザ・ラストシップ』
シーズン1にてロシア海軍の兵士が使用。
『PMC:ザ・バンカー』民間軍事会社「ブラックリザード」の傭兵が使用する。また、朝鮮人民軍がヘリカルマガジンを装着した88式を使用する。
『ブラックホーク・ダウン』
ソマリア民兵の前線指揮官であるモアリムが、AKS74Uを使用する。
『ミッドナイト・イーグル』
日本アルプスに墜落したステルス爆撃機に搭載されていた核兵器を爆破しようとする某国工作員たちが、AK74を使用する。一部はスコープが取り付けられている。
『ランボー3/怒りのアフガン』
スペツナズ隊員たちがAKS74を使用する。撮影に使用されたのはAKMSを改造して作られた代用品で、マズルブレーキの形状などは実物を模しているが、弾倉や銃床などの形状が実物と異なっている。

### 小説
『征途』
日本民主主義人民共和国（北日本、赤い日本）の装備として登場。人民空軍特殊部隊と首相護衛師団特務警護部隊が統一戦争で使用する。このうち空軍特殊部隊は「AKS74J」という架空仕様を使用している。
『6ステイン』
「いまできる最善のこと」にて元北朝鮮工作員が使用。「折りたたみ式」「短く切り詰めた銃身」からAKS74Uだと思われる。三点連射で主人公を追い詰める。
『メトロ2033』
主人公のアルチョムとブルボンがAKS74Uを使用する。「カラシニコフ銃だったが（略）銃床が折りたたみ式の短いタイプ」、「（ブルボンのリュックを漁った際に）自動小銃七・六二口径用の実弾は、結局見つからなかった」とあり、AKS74Uだと思われる。平和通り駅から隣のスハレフスカヤ駅へのトンネルの道中にブルボンが怪現象に斃れ、アルチョムは彼がリュックの中に隠し持っていたAKS74Uを引き取る。その後、プーシキンスカヤ駅でファシストに拘束されるまで使用している。

### ゲーム
『PAYDAY 2』
AK , AK.762 , AK17などが登場
左から順に、AKS-74 , AKMS , AK12がモデルになってます。
『Alliance of Valiant Arms』
ライフルマンのメインウェポンとして AK74M、AKS74U、AK200などが登場。ショップ内で購入可能な通常タイプのほか、ガチャ景品として入手可能な、特別な装飾やカスタマイズが施されたタイプがある。
『コール オブ デューティシリーズ』
『CoD4』
『CoD:BO』
『CoD:MW3』
『CoD:BO2』
『CoD:BO3』
『CoD:BOCW』
『CoD:MWII』
「Kastov 74u」の名称でAKS74UNが登場。アタッチメントのレシーバーを変更する事で、AK103、AK105、RPD、PP19-01 ヴィーチシ、PP19 ビゾーン等、全く違う別の武器へと改造する事が可能。

『Escape from Tarkov』
AK74、AKS74U、AK74M、AK101など、数多くのバリエーションが登場する。それぞれグリップをはじめ、ハンドガード、レシーバー、マズルなど細部に至るまでカスタマイズが可能。
『アリーナブレイクアウト』
AK74N、AKS74U、AK102などが登場。AK74NはハンドガードがAK74Mの黒色ポリマーであったり、AK102はダストカバーにリブがあったりと実銃との相違点もある。
『ドールズフロントライン』
AK-9の最初期試作が星3AR戦術人形「OTs-12」、AKS74Uが星5SMG戦術人形「AK74U」の名称で萌え擬人化されて登場。また、NPCの人間のキャラクターである「カリーナ」も大型イベント「秩序乱流」にてAKS74Uを使用している。
『バトルフィールド』シリーズ
『Project Reality（BF2）』
ハマースや自由シリア軍、ターリバーンなどの民兵用装備として登場。登場バリエーションはAK74、AKS74、AKS74U。また、ロシア連邦軍の正規兵の装備としてAK74Mが1P29スコープを装備して登場する。
『BF3』
突撃兵のメインウェポンとして、AK74Mが登場。様々なカスタマイズが可能。
『BF4』
突撃兵の最初のメインウェポンとしてAK-12が登場。初期状態ではカスタムパーツとしてKOBRA(RDS)、エルゴノミック フォアグリップ、レーザーサイトが装着されている。様々なカスタマイズが可能。
『BFH』
オペレータークラスのメインウェポンとしてAKS74Uが登場。

『メトロ』シリーズ
『メトロ2033』
『メトロ ラストライト』
『メトロ リダックス』
『メトロ エクソダス』
シリーズを通してAK74またはAK74Mが「Kalash」（日本語版では「カラシニコフ」）という名称で登場。ハンドガードやストック等が異なり、弾倉側面には残弾確認用の穴が設けられている。また、ラストライトおよびリダックスでは、RPK74とAKS74Uがそれぞれ「RPK」と「AKSU」という名称で登場している。
『レインボーシックス シージ』
NOMADのメインウェポンとしてAK74Mが登場。
『メタルギアシリーズ』
『MGS2』
AKS74Uが登場。サプレッサーの装着が可能。
『MGS4』
AK102が登場。アンダーバレルグレネードランチャーの装着が可能。

『BIOHAZARD 5』
AK-74が登場。CHAPTER5-1のモニター室のケースから手に入る。
『BIOHAZARDVILLAGE』